# Berlins tunnelbana
Berlins tunnelbana (tyska: U-Bahn Berlin) är Tysklands största tunnelbanenät. U-Bahn är en förkortning av Untergrundbahn ("underjordsbana"). Det görs årligen cirka 583 miljoner resor med tunnelbanan (2019). Tunnelbanan består av 175 stationer uppdelade på 9 linjer och linjenätet är 155 km långt. Vagnarna i tunnelbanan är gula.
Tunnelbanan är i trafik från kl 04.00 - 01.30 vardagar och går dygnet runt på helger (fredag och lördag natt samt natt till helgdag). Vardagskvällar ersätter nattbuss med samma linjenummer som på dagtid, t.ex. blir linje U2 nattbuss N2.

## Historia

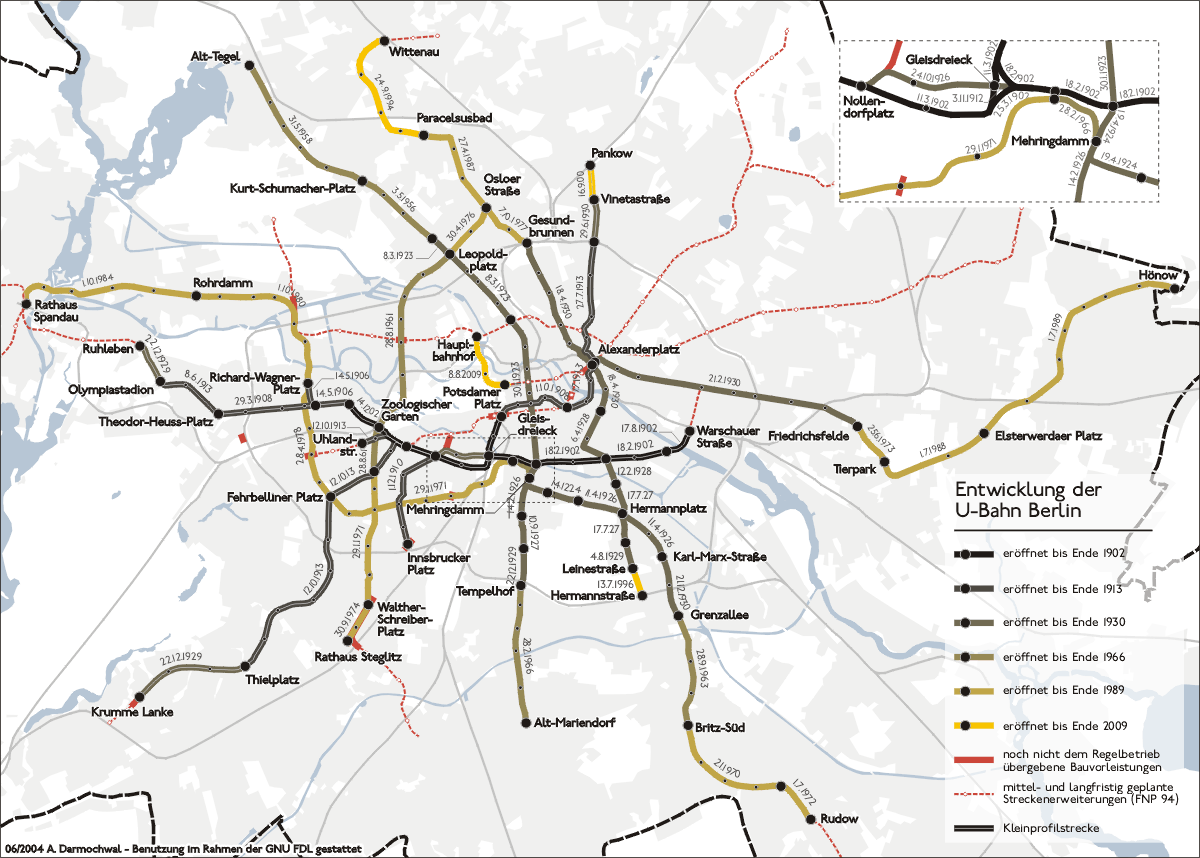
Berlins tunnelbanas linjeutveckling.

I slutet av 1800-talet letade Berlins stad efter lösningar för de trafikproblem man hade i dåtidens Berlin och de områden som senare kom att inkorporeras i Stor-Berlin 1920. Det fanns flera idéer för att lösa trafikproblemen. Ett koncept innebar en hängbana av typen som senare byggdes i Wuppertal och ett annat koncept den typ av rörtunnelbana som London har.

### Högbanan

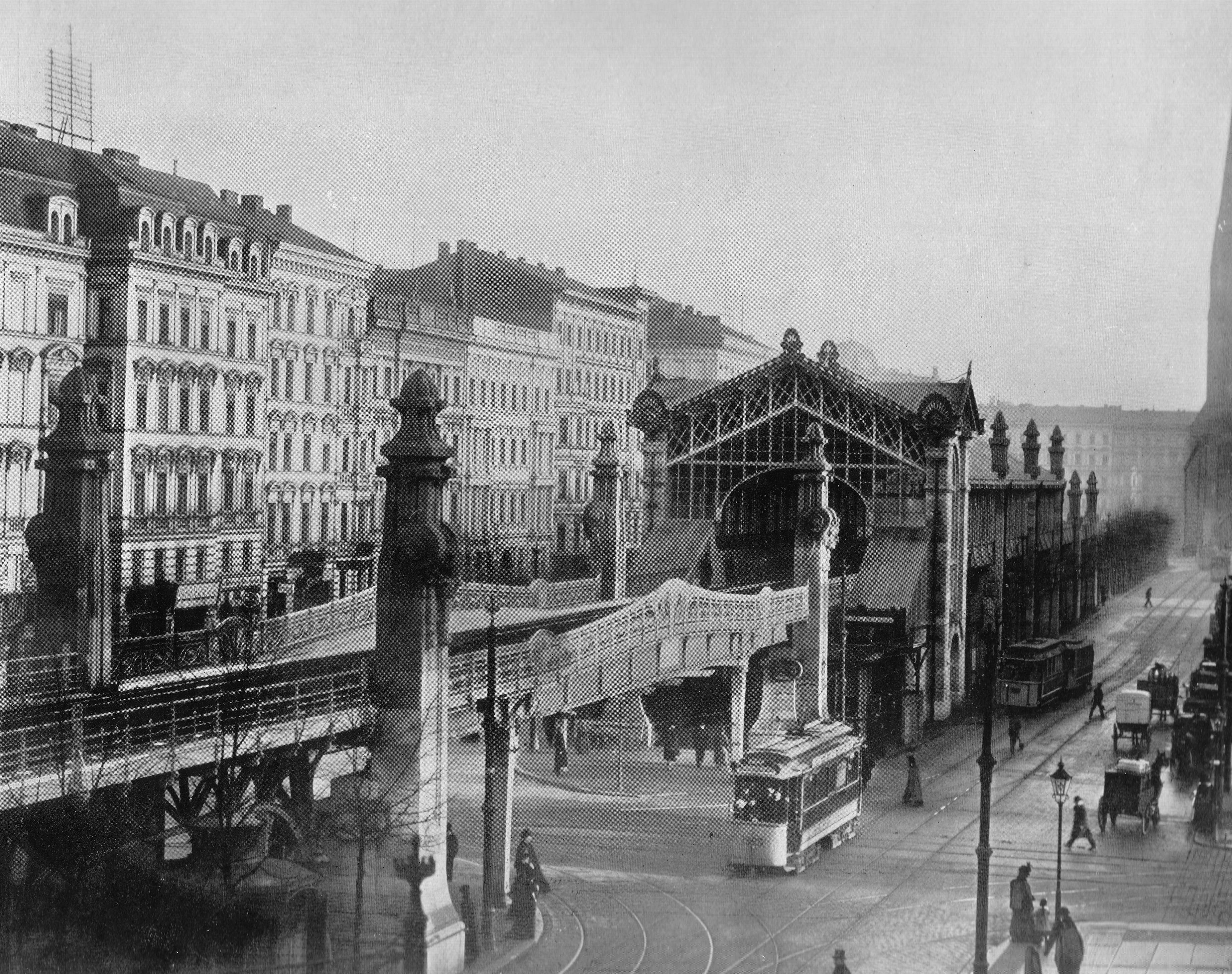
Tidig högbanestation på Bülowstrasse

Werner von Siemens lade fram det som blev den första sträckan, en högbana med New York som förebild. 1879 hade Siemens visat upp världens första elektriska spårväg på en mässa i Berlin. 1880 lämnade Siemens in en första plan till Berlins polispresidium och skickade in nya planer kommande år. Siemens fick dock ett svalt mottagande av Berlins stads ledare som inte såg en högbana som något estetiskt att ha på Friedrichstrasse i stadens centrum. Tunnelbanor sågs samtidigt som problematiska på grund av stadens kanalisation. Förutom Siemens lade även AEG fram planer och byggde även en första tunnel, den så kallade Spreetunneln mellan Stralau och Treptow för spårvägstrafik. AEG ville bevisa att det gick att bygga i Berlins underjord. Tunneln stod klar 1899 och användes fram till 1932.
Slutligen kom högbanekonceptet att väljas men då inte i stadens centrum utan i de fattiga kvarteren mellan Warschauer Brücke via Hallesches Tor till Bülowstrasse. Sträckningen motsvarade till stora delar var den rivna Berliner Zollmauer tidigare gick. 10 september 1896 följde det första spadtaget vid Gitschiner Strasse. Byggherre var Siemens & Halske. Efter förhandlingar med Charlottenburgs stad beslöt man att istället bygga tunnelbana på sträckan där, därför går högbanan ner i en tunnel efter Nollendorfplatz. Projekttiden kom nu att förlängas för ett nät på 10,1 km. För driften och byggandet skapades Hochbahngesellschaft, Berliner Hoch- und Untergrundbahn, 1897. Det var ett dotterbolag till Siemens & Halske och Deutsche Bank. Berlins stad såg fortsatt högbana som oestetiskt och såg risken för oljud och spårvägen hade monopol längs med Leipziger Strasse.

### Stamsträckan

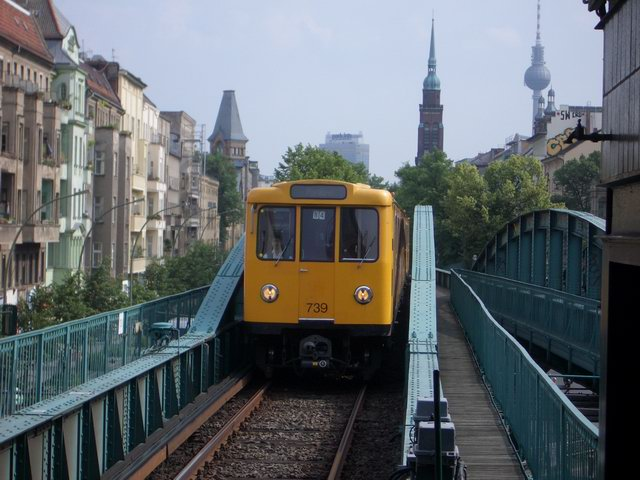
Tåg på väg in mot stationen Eberswalder Strasse i Prenzlauer Berg

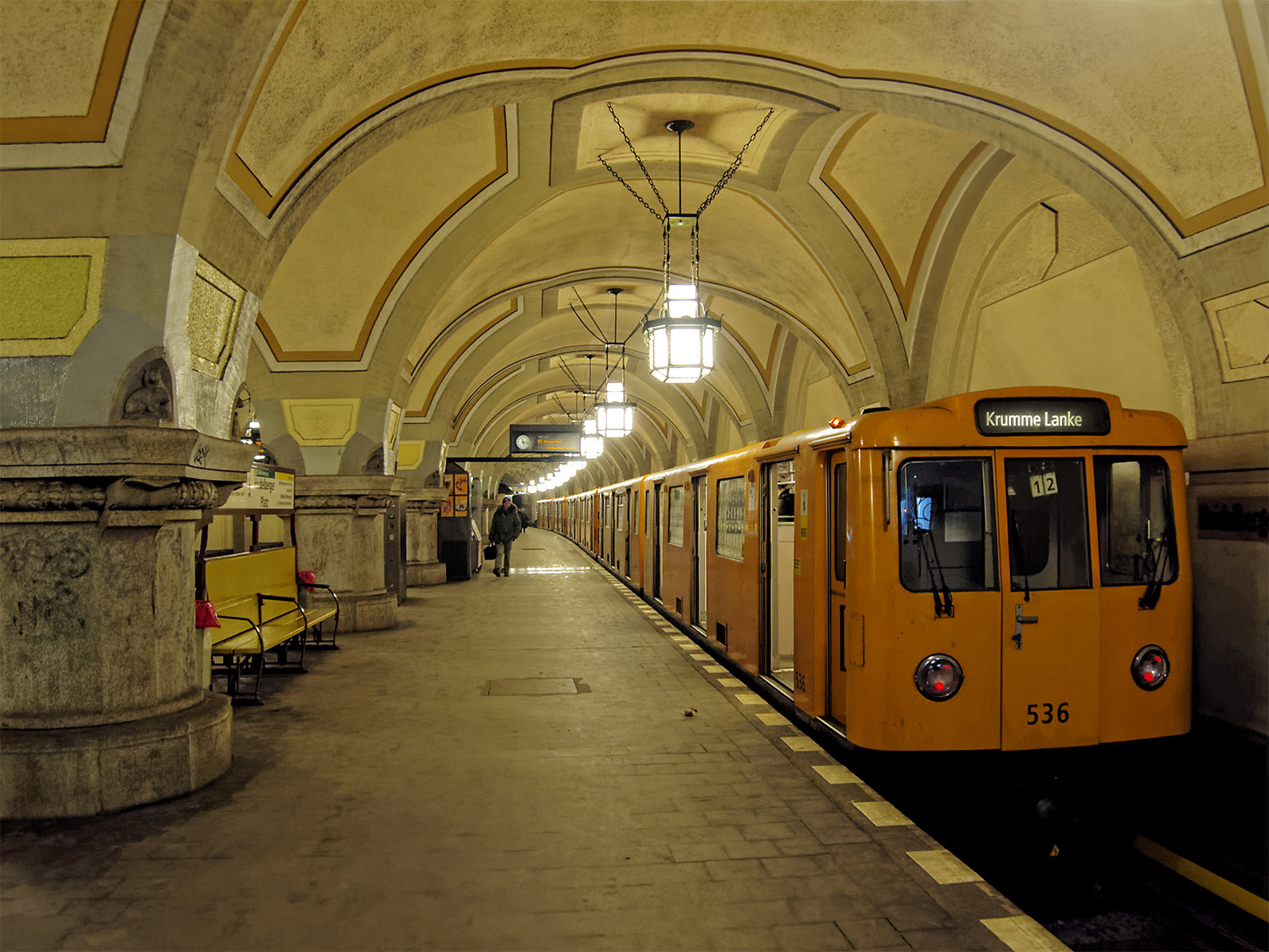
Heidelberger Platz i Wilmersdorf

Berlins tunnelbana invigdes med den första sträckan, den så kallade Stammstrecke, 15 februari 1902 mellan Warschauer Strasse och Zoologischer Garten (delvis dagens U1) med ett sidospår till Potsdamer Platz. Den första turen gjordes av preussiska ministrar och kallades därför ministerturen. 17 augusti skedde även en förlängning från Stralauer Tor till Warschauer Brücke. 14 december 1902 följde förlängningen till Knie. Charlottenburg drog tunnelbanan vidare västerut från Knie till Richard-Wagner-Platz och de ännu obebyggda områdena ut mot och kring Theodor-Heuss-Platz. 16 mars 1908 åkte Tysklands kejsare Wilhelm II för första gången linjen. Linjen drogs sedan ut till dagens Olympiaområde då en verkstad för tunnelbanan byggdes.[när?]
Snart följde fler tunnelbanelinjer i de då ännu självständiga städerna Wilmersdorf, Schöneberg och Charlottenburg. Linjer drogs de kommande åren till Dahlem (söderut), Spittelmarkt (norrut) och vad som senare blev Olympiastadion (västerut). Charlottenburgs stad hade ingått avtal med Siemens om en högbana 1896 men framgången med Budapests tunnelbana som öppnade 1896 gjorde att Charlottenburgs styrande var övertygade om att det var tunnelbana som skulle byggas. Dessutom fanns krav om att högbanan inte skulle störa Kaiser-Wilhelm-Gedächtniskirche. Att bygga tunnelbana från Nollendorfplatz sågs därför som en bättre lösning och Charlottenburg förklarade sig vara beredda att godkänna en underjordisk sträckning.
1907 började planerna för tunnelbanan genom Wilmersdorf att realiseras men arbetet försenades på grund av segdragna förhandlingar mellan Wilmersdorf och Charlottenburg, delar av banan gick nämligen på Charlottenburgs område. Stationerna i Wilmersdorf blev påkostade i sin utformning, bland annat stationen vid Heidelberger Platz. Schöneberg byggde den första kommunalt ägda tunnelbanan 1910 men den ingick fortfarande inte i Berlins tunnelbanenät. Schöneberg var därmed den andra tyska staden med tunnelbana. 26 september 1908 drabbades tunnelbanan av en svår olycka vid Gleisdreieck då en vagn störtade ner och 18 människor omkom. 1912 följde ombyggnationen av Gleisdreieck som stod klar 1912.
Utbyggnaden av Berlins tunnelbana kan generellt delas in i tre utvecklingsfaser:
1. till och med 1913 - byggandet av näten i Berlin, Schöneberg, Charlottenburg, Wilmersdorf och Dahlem.
2. till och med 1930 - utbyggnaden av nätet i Stor-Berlin (som skapats 1920) som huvudstad i Weimarrepubliken.
3. Från 1953 - utbyggnad efter andra världskriget.

Sedan stamsträckan stod klar började Hochbahngesellschaft med planerna att bygga tunnelbanan i Berlins centrum. Bolaget fick först nej då Berlins stad sett framgångarna och gjort upp egna planer. Men Berlins polispresident som hade högsta rang i dessa frågor sade ja till Hochbahngesellschaft. En första plan lades fram där sträckningen skulle gå från Potsdamer Platz rätt under Leipziger Strasse till Spittelmarkt. Planen godkändes inte och istället byggdes en sträckning via dagens Mohrenstrasse och Stadtmitte. Sträckan gick sedan från Spittelmarkt till Alexanderplatz och vidare norrut under Schönhauser Allee till slutstationen Nordring
1910 följde ombyggnationen av stationen på Wittenbergplatz som öppnat 1902. En utbyggnad krävdes då tre linjer nu skulle gå här: linjen ut till Wilmersdorf och en linje vidare ut mot Uhlandstrasse i Charlottenburg. Uppdraget gick till den svenska arkitekten Alfred Grenander. Grenander var ansvarig arkitekt för de tunnelbanestationer som byggdes vid denna tid och fram till 1930-talet. Senast 1905 kan Grenander ses som tunnelbanans chefsarkitekt och han var verksam för Hochbahngesellschaft, Nordsüdbahn AG och slutligen BVG.

### Tunnelbanan i Stor-Berlin

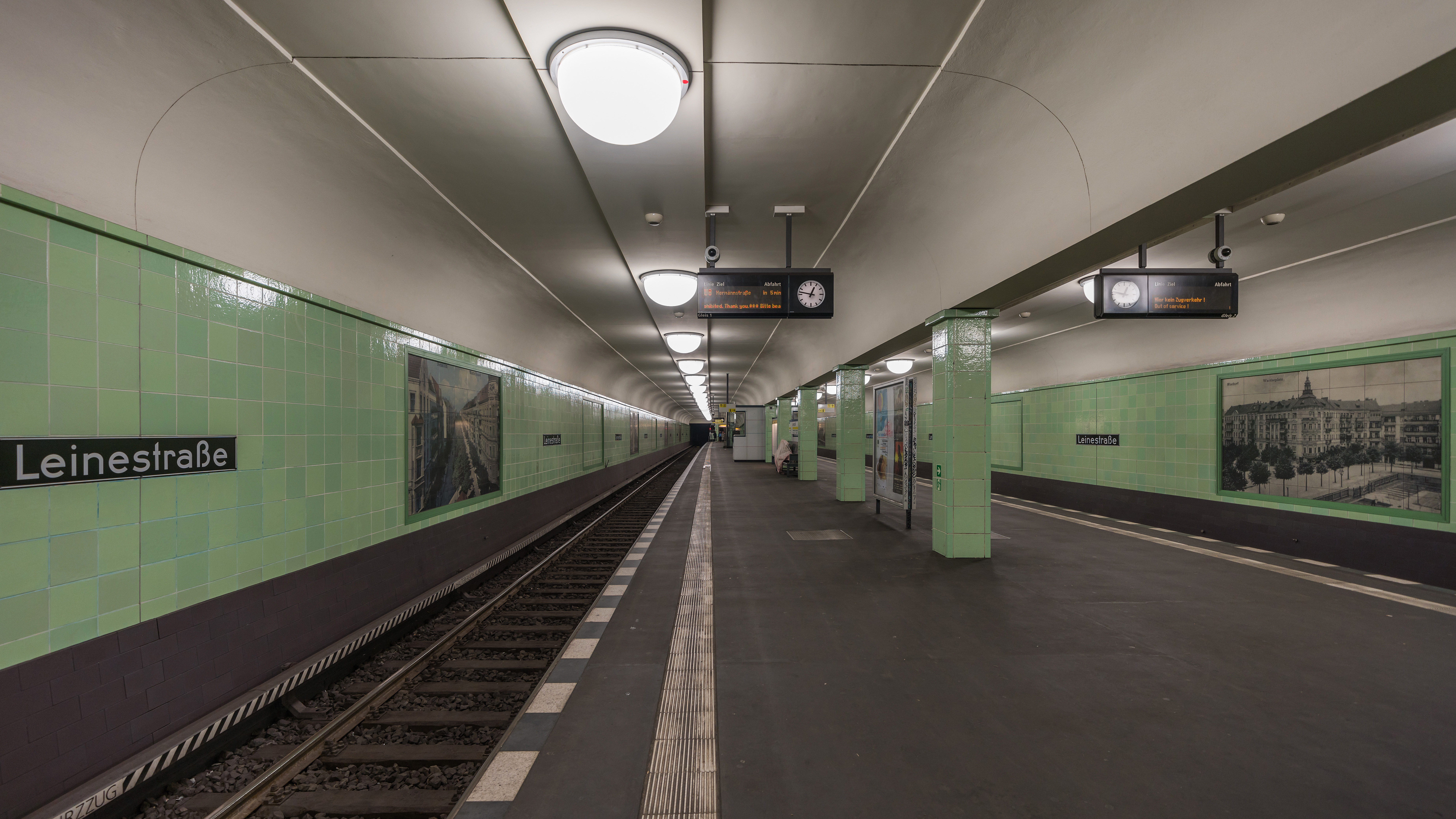
Leinestrasse på linje U8 med den för linjen typiska stationsutformningen.

1917 ställdes tunnelbanebyggandet in på grund av första världskriget. 1920 utbröt en strejk i samband med Kappkuppen och flera strejker följde i början av 1920-talet. Efter första världskriget och sammanslagningen av de självständiga städerna till Stor-Berlin skapades planer för en tunnelbana mellan Wedding i norr och Tempelhof (Neukölln) i söder inklusive längs med Friedrichstrasse, den så kallade Nord-Süd-Bahn. 1922 skapades Nordsüdbahn-Aktiengesellschaft för att bygga tunnelbanan. Även AEG byggde en tunnelbanelinje, den så kallade GN-Bahn (Gesundbrunnen-Neukölln-Bahn) från Gesundbrunnen via Alexanderplatz till Leinestrasse i Neukölln som idag är en del av linje U8.
1912 undertecknade Berlins stad och AEG ett avtal om linjen. I december 1913 började den byggas vid Brunnenstrasse men sedan stannade arbetet av under krigsåren, och även senare i tider av dålig ekonomi och oroligheter. Entreprenören AEG:s ekonomi var så dålig att arbetena ställdes in helt 1919. 1923 dömde en domstol AEG:s dotterbolag AEG-Schnellbahn-AG till att färdigställa sträckan varpå bolaget gick i konkurs. 1924 blev AEG av med koncessionen och Berlins stad övertog projektet. Staden saknade resurser och först 1926 återupptogs arbetet med att bygga linjen. En första del kunde tas i trafik 1927 på den södra delen av sträckan mellan stationerna Boddinstrasse och Schönleinstrasse. Linjen kom efterhand till Alexanderplatz som även trafikeras av linjerna U2 och U5 varpå en stor underjordisk trafikknutpunkt skapades. Alfred Grenander skapade de nya delarna av Alexanderplatz-stationen.

I slutet av 1920-talet infördes tunnelbanans U-symbol.

1926 skedde en viktig förändring genom Högbaneavtalet (Hochbahnvertrag) vilket innebar att Hochbahngesellschaft tog över tunnelbanan i Schöneberg och Nordsüdbahn, samtidigt tog Berlins stad över bolaget. Nu var tunnelbanan samlad i ett och samma bolag och därmed kunde den integreras helt. Hochbahngesellschaft gick i sin tur upp i BVG som grundades 1929. 1927 infördes ett gemensamt biljettsystem med spårvägen och bussarna och klassindelningen på vagnarna togs bort. 1930 infördes linjesystemet med en bokstav för varje linje (A, B, C, D, E). I slutet av 1920-talet infördes även tunnelbanans U-symbol. En av de första portalerna med U-symbolen var vid Zoologischer Garten 1928.
Berlins stadsförsamling röstade igenom att femårigt byggprogram för tunnelbanan 1929. Programmet var bland annat tänkt att förlänga tunnelbanan till Tegel, en ny sträcka från Hallesches Tor via Platz der Republik till Alt-Moabit som senare skulle förlängas till Siemensstadt. Sträckan till Krumme Lanke skulle gå vidare till Zehlendorf-West. Ytterligare en del skulle vara en linje från Weissensee via Greifswalder Strasse och Alexanderplatz till Unter den Linden och vidare till Charlottenburg. På grund av den dåliga ekonomin ställdes satsningen in.
Utbyggnaden av nätet gick fortsatt trögt då den hyperinflation som drabbade Tyskland i samband med den ekonomiska krisen hindrade. Linje U6:s stationer från denna tid visar också på den knappa ekonomin med dess spartanskt utformade stationer utan kakelväggar och istället i vit puts. Trots detta invigdes flera klassiska stationer som till exempel Onkel Toms Hütte (1929). I början av 1930-talet byggdes tunnelbanelinjen mellan Alexanderplatz och Friedrichsfelde längs med Frankfurter Allee som idag trafikeras av linje U5 fram till Hönow. De nya linjerna byggdes med en bredare spårprofil (Großprofil). Under 1930-talet byggdes även den underjordiska pendeltågstunneln Nord-Süd-Tunnel med flera underjordiska stationer under centrala staden för Berlins pendeltåg.

### Tunnelbanan under och efter andra världskriget

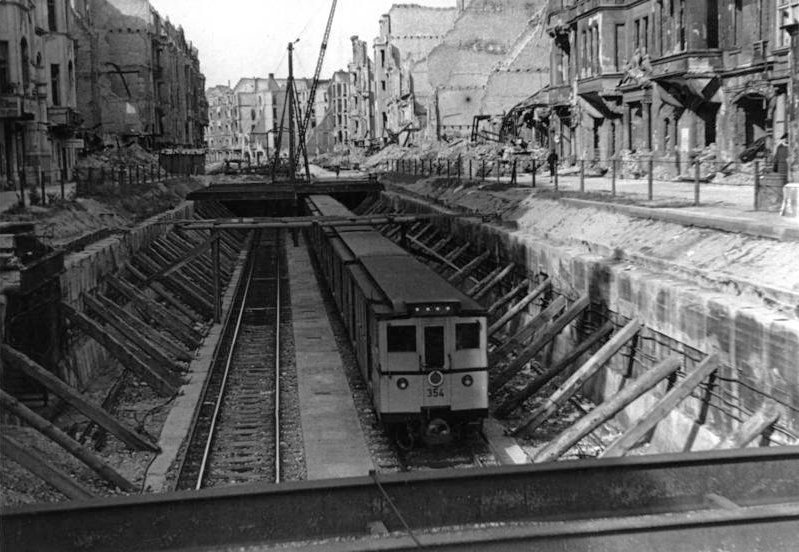
Återuppbyggnad 1946.

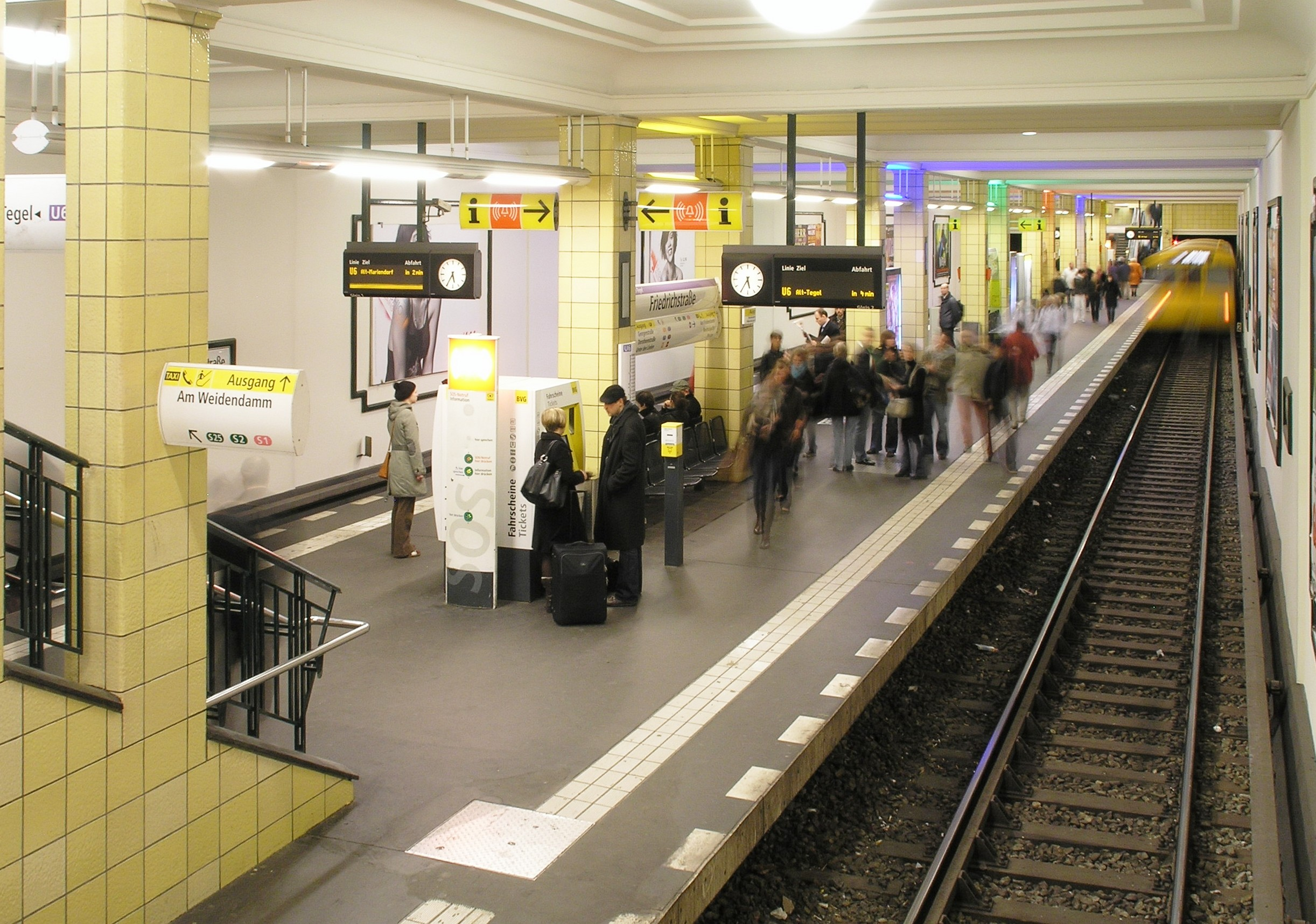
Friedrichstrasse

I april 1945 infördes inskränkningar på trafiken. Endast personer med särskilt tillstånd fick använda tunnelbanan med undantag för helger. Berlins judiska befolkning förbjöds att överhuvudtaget använda tunnelbanan 1942. Under andra världskriget skadades eller förstördes stora delar av tunnelbanenätet. Bland annat delar av högbanan förstördes och tunnlar vattenfylldes. Totalt rörde det sig om 437 platser på nätet och 496 fordon som förstörts.
En tredjedel av nätet var översvämmat, främst på grund av att tunneln under Spree vid Märkisches Museum skadats och att vatten forsat in från S-Bahntunneln vid Friedrichstrasse. De linjer som skadats mest under kriget var längs med Frankfurter Allee (U5) och i Schöneberg (U4). 26 stationer hade svämmats över av vattenmassor. Tunnelbanesystemet reparerades och återuppbyggdes och kunde användas fullt ut igen 1947. Den enda stationen som inte återuppbyggdes var Osthafen (tidigare Stralauer Tor). 1951 var återuppbyggnaden avslutad i samband med att stationen på Wittenbergplatz var återuppbyggd.
De första linjerna som började användas var mellan Hermannplatz och Bergstrasse och mellan Boddinstrasse och Schönleinstrasse. Här kunde man börja med pendeltrafik i maj 1945. I slutet av 1945 var 93 stationer åter i bruk och 69,5 kilometer av nätet kunde användas. I vissa fall dröjde återuppbyggandet av stationer, Stadtpark (Rathaus Schöneberg), Kaiserhof och Hausvogteiplatz var totalförstörda. En del av vagnparken togs i beslag av Sovjetunionen och kom att användas i Moskvas tunnelbana fram till 1960-talet.

### Delningen
I samband med byggandet av Berlinmuren 1961 delades tunnelbanesystemet i en västlig och östlig del. Detta kom att innebära att två västlinjer gick under Östberlin samt att en linje, dagens U2, delades. Här passerade alltså tusentals personer rakt genom järnridån varje dag. Stationen vid Alexanderplatz blev delvis en spökstation där Västberlins linje U8 passerade. Stationerna längs sträckorna i Östberlin var helt avstängda, utom Friedrichstrasse där man kunde gå genom passkontrollen. Samtliga dessa stationer är öppna idag.

### Västberlin

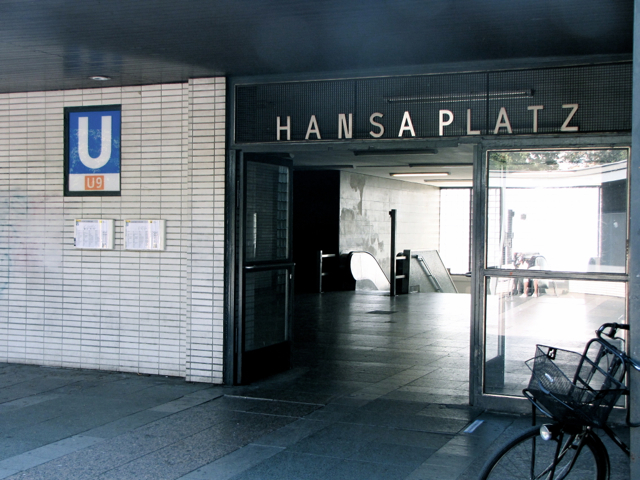
Hansaplatz.

Under 1950-talet var det stora målet att bygga ut nätet till att omfatta 200 kilometer och planen fick således namnet 200-Kilometer-Plan. Den reviderades senare men var giltig fram till 1996 och utmärkte sig under Berlins delning för att även ha med Östberlin i planeringen. Västberlins plan som togs fram 1953-1955 är delvis fortfarande aktuell eftersom nuvarande generalplan innehåller delar från denna plan. Planen kom även att lägga fast nuvarande utformning av tunnelbanan: utformning av stationer, spårvidd, tunnlarnas utformning samt att linjer inte längre skulle dela spår. Samtidigt beslöt man efterhand för att lägga ner spårvägen i Västberlin till förmån för tunnelbanan och bussar, den sista spårvägslinjen lades ned 1967. Man betraktade spårvägen som överflödig och såg kostnaderna i samband med beställningar av nya vagnar. Istället kom man att köpa in 120 dubbeldäckare.
I Västberlin kom tunnelbanesystemet sedan att byggas ut kraftigt från 1950- och fram till slutet av 1980-talet. Det högst prioriterade projektet i planen var sträckningen ut mot Tegel, dagens U6. Det innebar tunnelbyggande för första gången på 20 år som tunnelbanas första stora projekt efter kriget. Den första sträckan öppnades 1956. Den ledande arkitekten för tunnelbanan vid denna tid var Bruno Grimmek. 1955 började den helt nya linje U9 byggas för att skapa en nord-sydlig sträckning i väst. Den första sträckningen från Leopoldplatz och Spichernstrasse öppnade i augusti 1961. Linjens utbyggnad innebar en komplicerad byggtid, bland annat skulle Spree och Landwehrkanal korsas och under lång tid präglade öppna schakt stadsbilden.
Nuvarande U7 byggdes ut från 1959 utifrån den existerande delen på linje U6:s en del, en första utbyggnad söderut stod klar 1963. 1961-1966 följde den södra förlängningen av linje U6. Detta innebar att stationen Mehringdamm byggdes om 1964-1966 då linje U7 skapades utifrån linje U6:s östra del och sedan drogs västerut i etapper. Tidigare hade linje U6 delat sig i två riktningar på Mehringdamm. U7 kom under en period att vara världens längsta trafiktunnel, ytterligare förlängningar av linjen skedde 1966 och 1971. Den nya linjen innebar att flera nya korsningsstationer skapades, däribland Möckernbrücke, Bayerischer Platz, Fehrbelliner Platz. 1966 infördes dagens linjebeteckningar med siffror och linjerna delade inte längre spår med varandra. 1984 infördes även ett U framför linjerna (officiellt från 1986). 1974 fick tunnelbanan sina första kvinnliga förare.
U7 förlängdes återigen 1980 då den nådde Siemensstadt, den sista delen av U7 invigdes 1984 då Rathaus Spandau öppnades för trafik. Linje U9 förlängdes till Rathaus Steglitz med trafikstart 1974 och norrut till Osloer Strasse. Linje U8  byggdes vidare norrut, en ny sträcka öppnade för trafik 1977 med Pankstrasse och Osloer Strasse som nya stationer - de första nya stationerna längs linjen på 40 år. Under denna period var Rainer G. Rümmler ansvarig för utformning av stationerna när linjerna U6, U7, U8 och U9 byggdes ut. Tunnelbanan kom att bli populär inte minst som alternativ till S-Bahn som fram till 1984 kördes av Deutsche Reichsbahn der DDR. 1984 nåddes en uppgörelse mellan Västberlins senat och Östberlin varpå S-Bahn började köras av BVG i Västberlin och linjekartor hade återigen ett integrerat S-Bahn- och tunnelbanenät. det innebar också att de stora utbyggnadsåren för Berlins tunnelbana var över, nu investerades pengarna i att rusta upp det nedgångna pendeltågsnätet.

### Östberlin

Östberlins tunnelbane- och pendeltågsnät 1984.

Östberlin kom nu att ha en restdel av linjenätet med två linjer. Flera av stationerna döptes om, så blev till exempel Schönhauser Tor Rosa-Luxemburg-Platz. Dagens station Mohrenstrasse hette först Otto-Grotewohl-Strasse och från 1986 Thälmannplatz. Eberwalder Strass hette under DDR-tiden Dimitroffstrasse. I Östberlin byggdes enbart U5 ut. Det dröjde till 1969 innan utbyggnaden startade då linje E drogs 1,2 kilometer österut till stationen Tierpark som invigdes 1973. Sedan skedde utbyggnaden ovan jord i omgångar fram till 1989. Planer på att förlänga linje A (dagens U2) norråt från Vinetastrasse fanns men kom aldrig att realiseras under DDR-tiden men 2000 var förlängningen klar.
Kollektivtrafikbolaget i Östberlin BVB hade på 1960-talet planer på att ta över driften av den del av linje D (U8) som gick genom Östberlin och integrera denna del av linjen i sitt eget tunnelbanenät, bland annat vid Alexanderplatz. Östberlin saknade emellertid tillräckligt med vagnar för att kunna genomföra idén och hade redan svårt att få vagnarna att räcka till för linje E (U5). Skötseln av linjerna genom Östberlin blev också finansierade av Västberlin och BVG. 1989 visade BVB intresse för att ta över sträckan genom Östberlin där U6 passerade men murens fall gjorde att det slutligen blev en ickefråga.

### Tunnelbanan efter 1989

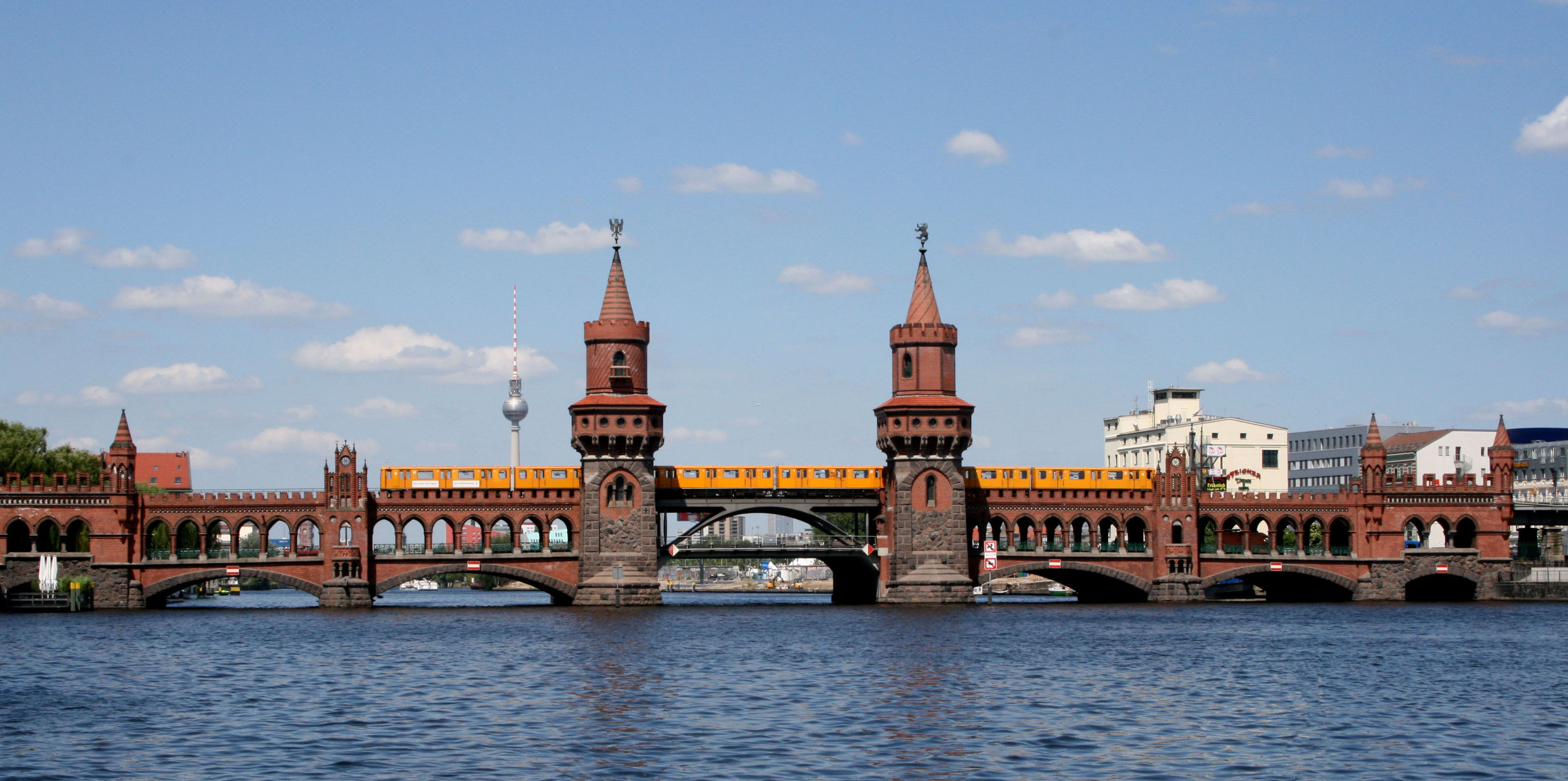
Oberbaumbrücke öppnade åter för trafik 1995.

Tidigare avstängda stationer och linjer har öppnats upp igen efter murens fall år 1989. Det gäller de spökstationer som uppkom för linjerna U6 och U8. Den första stationen som kunde öppnas följde redan 11 november 1989 då Jannowitzbrücke åter kunde användas av resenärer. Rosenthaler Platz återöppnades strax därefter. 1991 följde ett gemensamt linjenät och enhetliga linjenummer för hela Berlin och 1992 gick Västberlins BVG och BVB samman till det nya gemensamma BVG.
Den västliga och östliga delen av linje U2 blev åter en och samma 1993 vilket hade ett stort symboliskt värde. Invigningen hade föregåtts av ett omfattande arbeta med att återskapa sträckningen i form av rivningar, ombyggnationer och renoveringar. Bland annat stationerna på Bülowstrasse och Nollendorfplatz hade lagts ner under 1970-talet och ersatts av annan verksamhet, bland annat en turkisk basar och en loppmarknad. Längs sträckan mellan stationerna gick en spårvagn i pendeltrafik 1978–1991. Berlins stad beslöt även att riva den under 1980-talet uppförda M-Bahn mellan Gleisdreieck och Kemperplatz. Till detta behövde stationerna moderniseras.
En annan del som återskapades var sträckan mellan Schlesisches Tor och Warschauer Brücke som lagts ner när Berlin delats. Detta innebar även en sanering av Oberbaumbrücke som kunde återinvigas 1995. 1992-1996 skedde även förlängningar av perronger för att utöka vagnkapaciteten på stationerna Kochstrasse, Stadtmitte, Französische Strasse, Friedrichstrasse, Oranienburger Tor, Zinnowitzer Strasse, Schwartzkopffstrasse och Reinickendorfer Strasse på linje U6.
Linje U8 förlängdes 1994 till sin nuvarande slutstation i Wittenau. Tunnelbanan fick sedan en ny station 1996 då Hermannstrasse invigdes vilket innebar att linje U8 nu når Berlins ringbanas södra del, 70 år efter att den planerats. En liknande förlängning följde 2000 då linje U2 förlängdes en station till Pankow där den ansluter till S-Bahn. Större stationer i dagens nät är Alexanderplatz, Zoologischer Garten, Wittenbergplatz och  Nollendorfplatz. 
I citykärnan från Berlin Hauptbahnhof via Bundestag (Riksdagen) och de nya regeringsbyggnaderna till Brandenburger Tor invigdes den korta tunnelbanelinjen U55 år 2009. Detta var den första delen av en ny linje som skulle gå mellan Berlin Hauptbahnhof och Alexanderplatz, med namnet U55 tills den knutits samman med U5 vid Alexanderplatz. U55 skulle egentligen öppnats till fotbolls-VM, men eftersom endast sträckan mellan Berlin Hauptbahnhof och Bundestag vid denna tid var klara, fanns det inte någon ekonomi att ha trafik (inga anslutningar). 8 augusti 2009 öppnades till slut linje U55 på sträckan Berlin Hauptbahnhof - Brandenburger Tor. 
År 2020 invigdes den sista sträckan på nya linjen mellan Brandenburger Tor och Alexanderplatz. I samband med detta ersattes linje U55 av den nu förlängda linje U5. Stationen Französische Strasse på linje U6 lades ner och ersattes av en ny bytesstation mellan linje U5 och U6 med namnet Unter den Linden. Tidigare fanns en station som låg vid Brandenburger Tor som hette Unter den Linden (1936-2009). Denna station heter numera Brandenburger Tor.

## Tunnelbanenätet

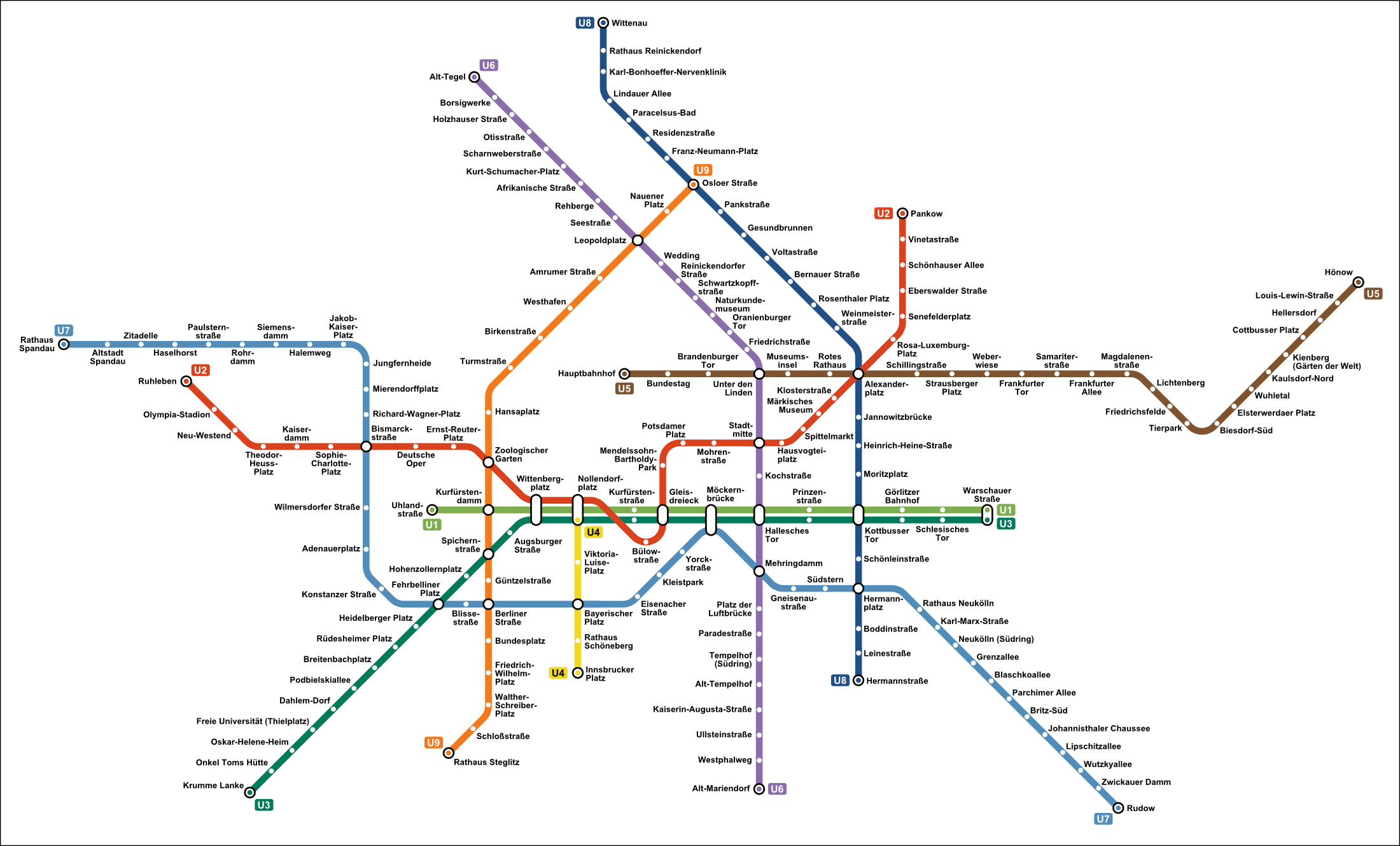
Berlins tunnelbana.

Berlins tunnelbana har en total längd på cirka 155 km och 175 stationer. Den längsta linjen med U7 med sina 32 kilometer. 2020 invigdes den centrala förlängningen av linje U5 mellan Alexanderplatz och Brandenburger Tor. Tunnelbanenätet är uppdelat i ett Kleinprofil-nät (U1, U2, U3, U4) och ett Großprofil-nät (U5, U6, U7, U8, U9). I Kleinprofil-nätet kan bara smalare tåg (2,3 m, smalare än en buss) gå och på Großprofil-nätet bredare tåg (2,65 m). De har också olika utformning på strömskenorna. Det innebär att det är två olika system med var sina fordon. Spårvidden är 1435 mm och elspänningen är 750 V likström på båda näten. Tunnelbanor räknas som ett eget system i Tyskland liksom i Sverige.

### Linjer
| Linje  | Sträcka | Öppnad | Längd km | Stationer |
| ------ | --- | ------ | -------- | --------- |
| U1     | Uhlandstrasse - Kurfürstendamm - Wittenbergplatz - Nollendorfplatz - Kottbusser Tor - Warschauer Strasse                    | 1902   | 8,81     | 13        |
| U2     | Ruhleben - Zoologischer Garten - Wittenbergplatz - Nollendorfplatz - Potsdamer Platz - Stadtmitte - Alexanderplatz - Pankow | 1902   | 20,72    | 29        |
| U3     | Krumme Lanke - Wittenbergplatz - Nollendorfplatz - Kottbusser Tor - Warschauer Strasse                                      | 1913   | 19,7     | 24        |
| U4     | Nollendorfplatz - Bayerischer Platz - Innsbrucker Platz                                                                     | 1910   | 2,86     | 5         |
| U5     | Hauptbahnhof - Unter den Linden - Alexanderplatz - Hönow                                                                    | 1930   | 22,40    | 26        |
| U6     | Alt-Tegel - Friedrichstrasse - Unter den Linden - Stadtmitte - Mehringdamm - Alt-Mariendorf                                 | 1923   | 19,89    | 29        |
| U7     | Rathaus Spandau - Bayerischer Platz - Mehringdamm - Hermannplatz - Rudow                                                    | 1924   | 31,76    | 40        |
| U8     | Wittenau - Alexanderplatz - Kottbusser Tor - Hermannplatz - Hermannstrasse                                                  | 1927   | 18,04    | 24        |
| U9     | Osloer Strasse - Zoologischer Garten - Kurfürstendamm - Rathaus Steglitz                                                    | 1961   | 12,52    | 18        |
| Totalt | Totalt |        | 155      | 175       |

## Vagnpark

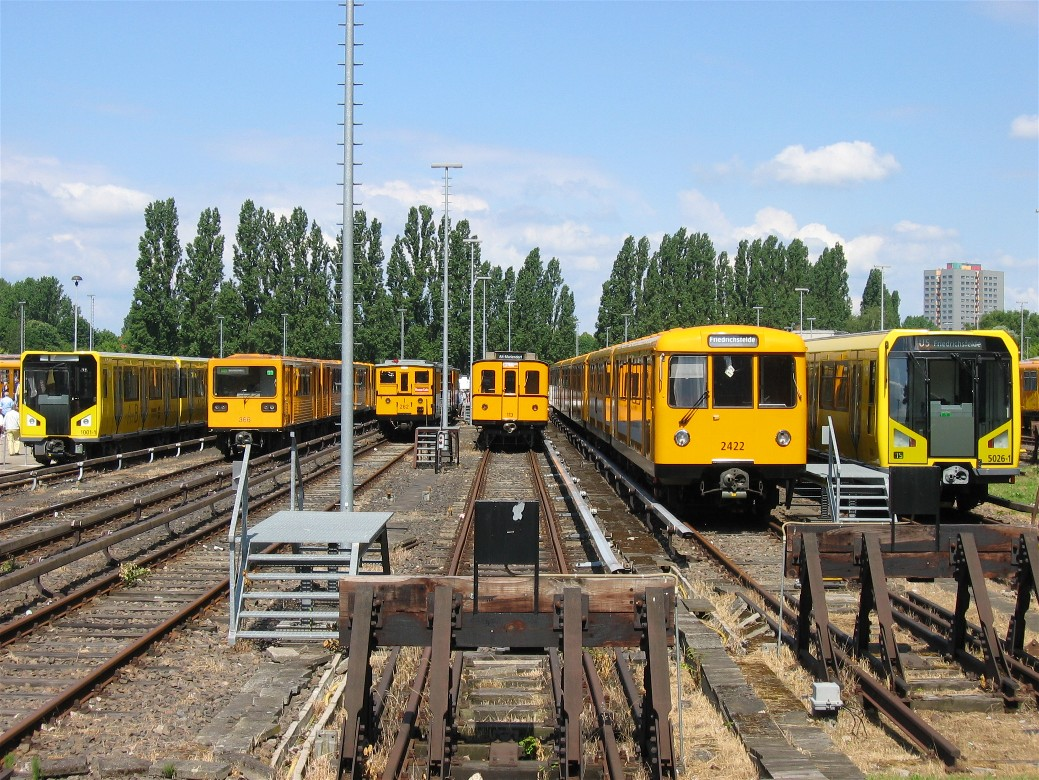
Olika fordonstyper hos Berlins tunnelbana.

### Småprofil
De första vagnarna var två provvagnar från Van der Zypen & Charlier i Köln. Det fastställdes att bredden skulle vara 2,3 meter och när trafiken startade 1902 fanns totalt 63 vagnar som kallas AI. Dessa vagnar hade längsgående sittplatser, något som vagnarna än idag har. Vagnarna kunde köra i upp till 50 km/h. Denna modell vidareutvecklades i slutet av 1920-talet som AII. 1968 togs de gamla AI-vagnarna ur trafik i Västberlin. De fortsatte att användas i Östberlin fram till 1989. AII-vagnarna används fram till 1973 i Västberlin.
Under 1950-talet ersattes de gamla vagnarna i Västberlin, där flera förstörts under kriget, av moderna vagnar med beteckningen A3 som levererades i början av 1960-talet. Dessa byggdes med stålkarosser till skillnad från sin föregångare som byggdes i trä. De äldsta serierna har rangerats ut medan de nyare 2003-2005 moderniserades. I Östberlin introducerades modellen GI som fortfarande används på linje U2 och som tillsammans med Västberlinmodellen D ("Dora") även finns i Pyongyangs tunnelbana. Den näst senaste modellen i småprofilnätet är HK.
2012 beslöt BVG att köpa in nya vagnar från Stadler Rail som har tillverkning i Pankow. Den nya serien får beteckningen IK och premiärvisades 3 februari 2015. Modellen trafikerar tunnelbanan sedan maj 2015.

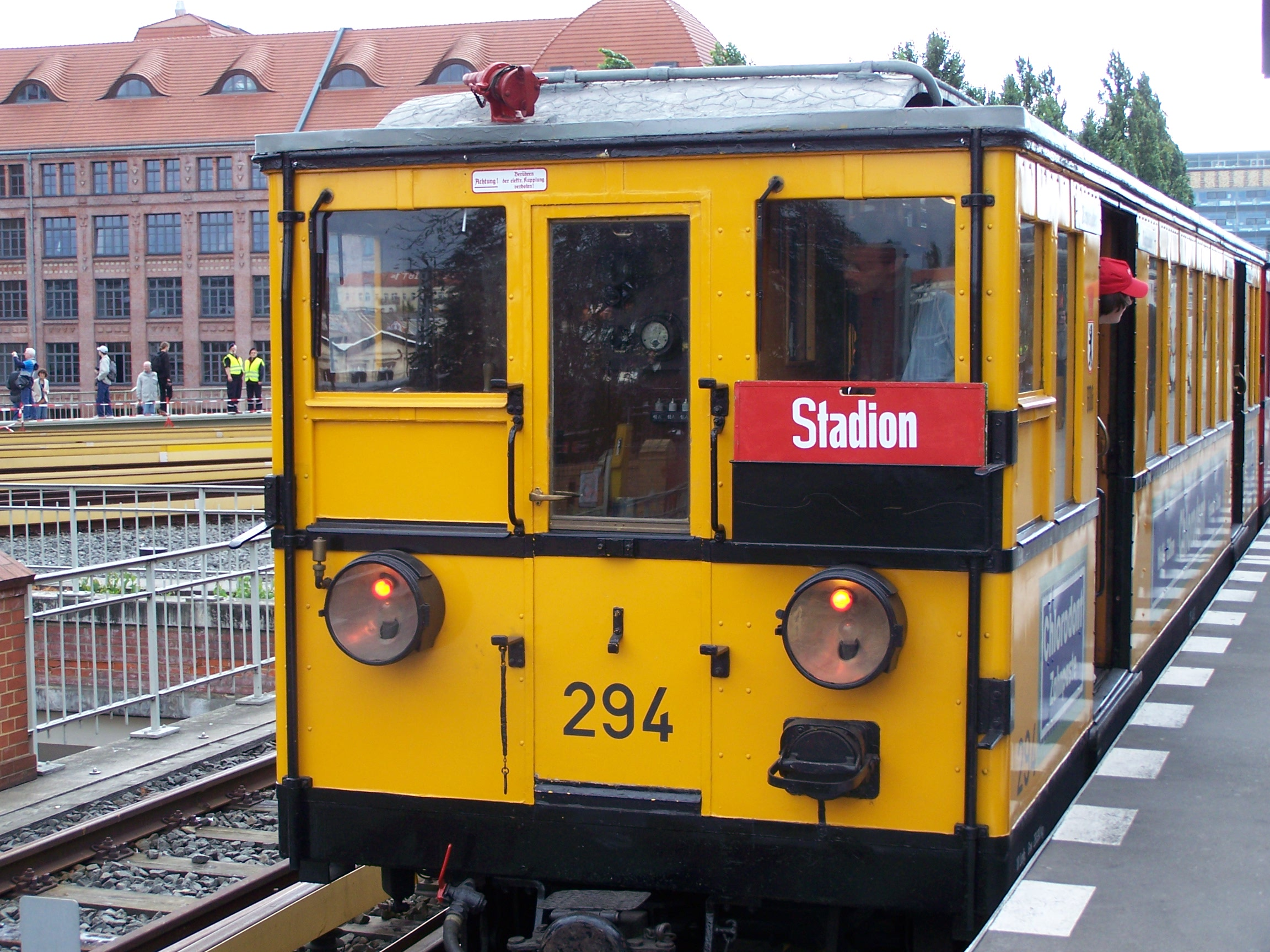
AI
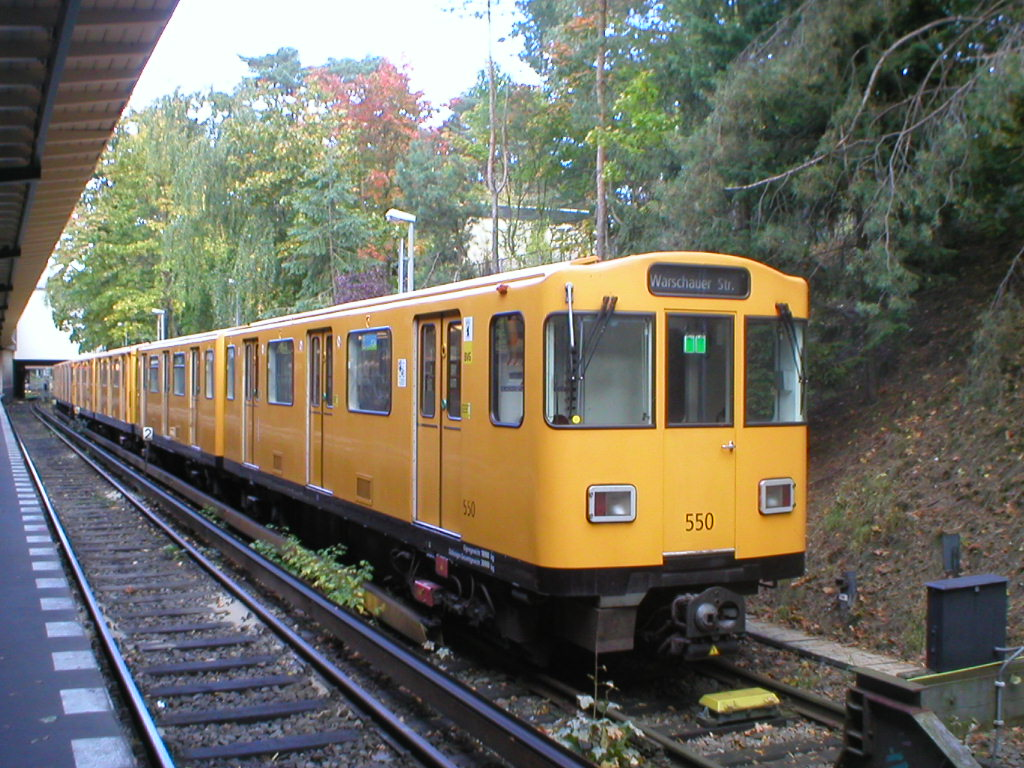
A3
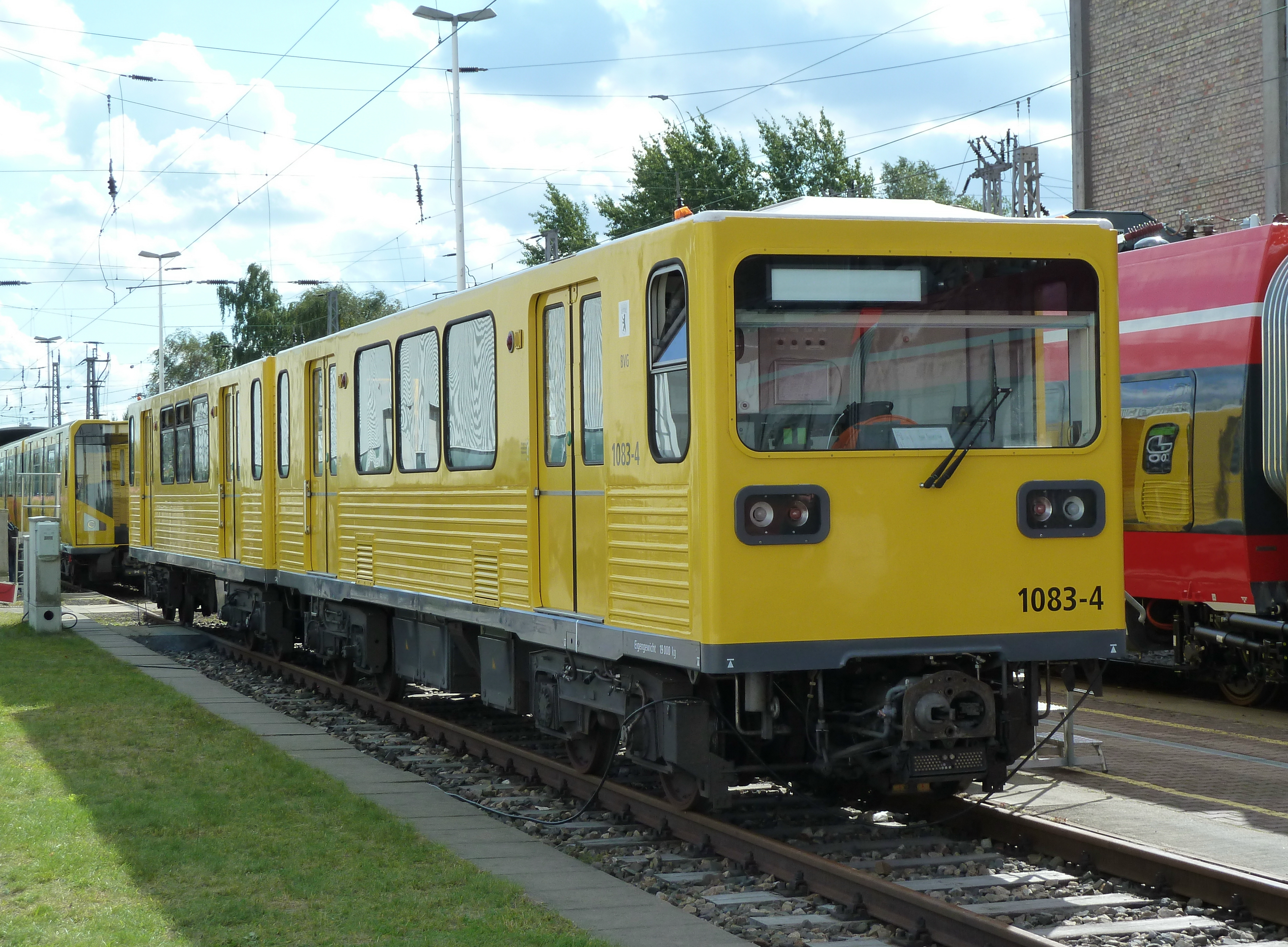
GI
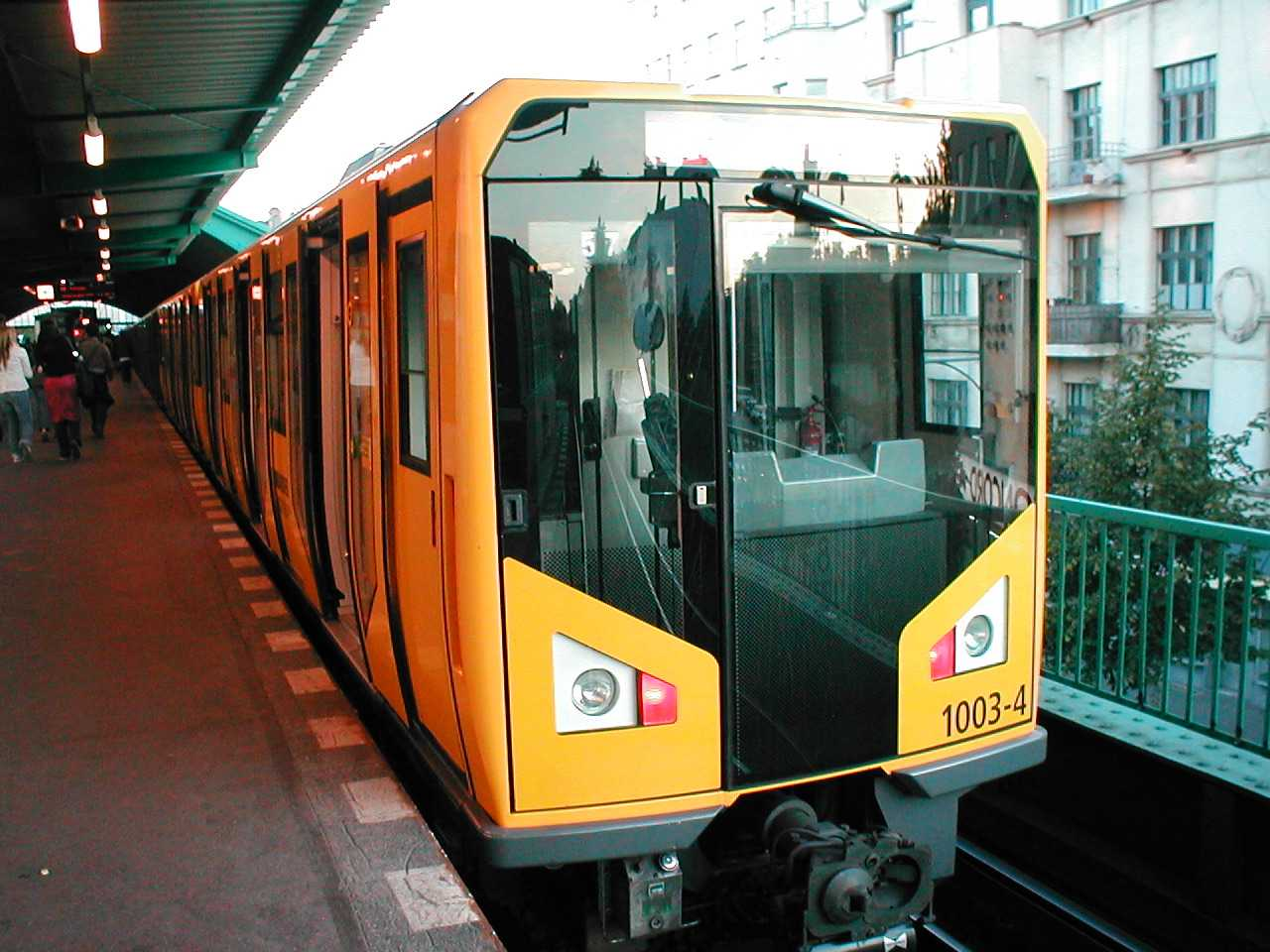
HK
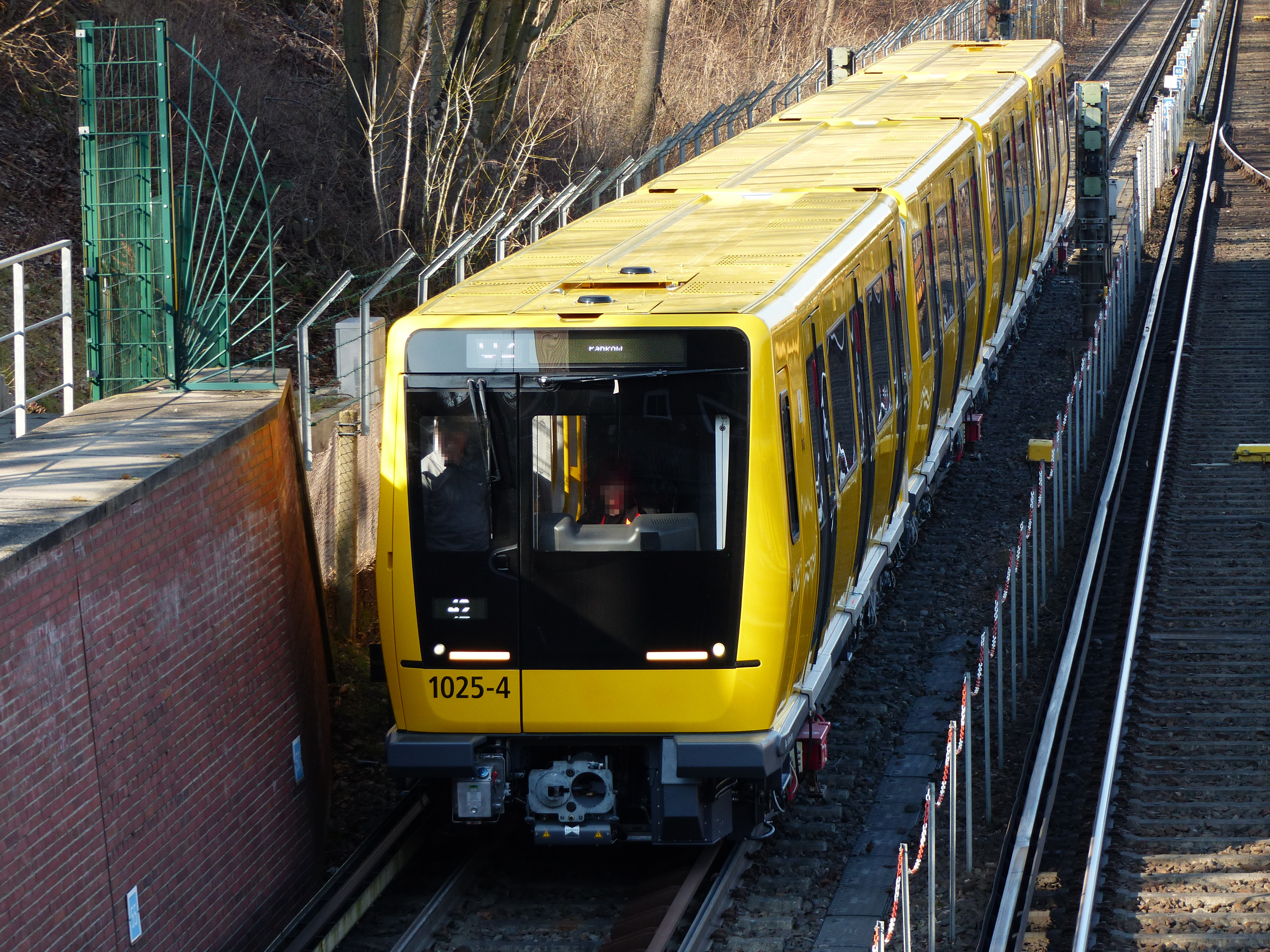
IK
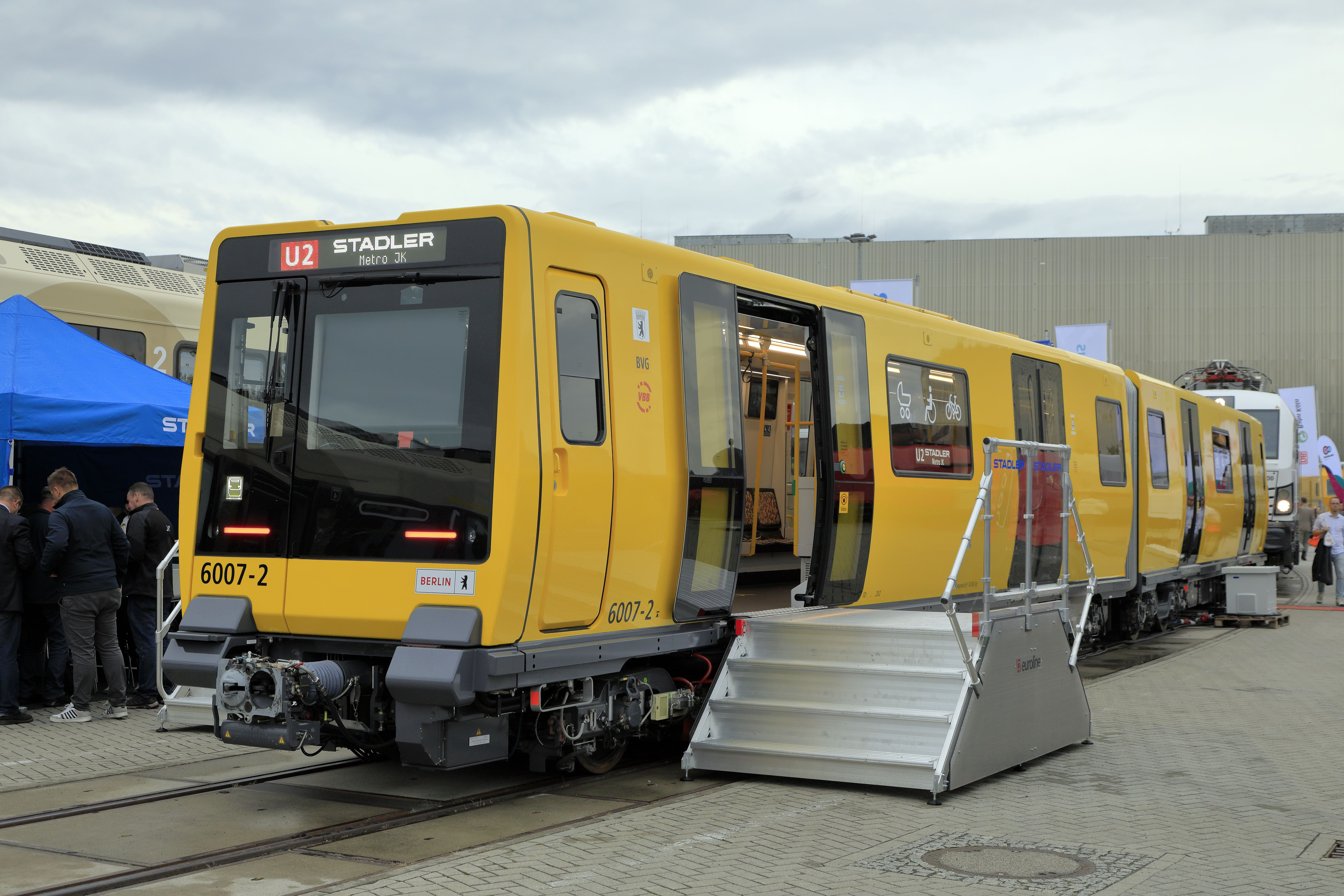
JK

### Storprofil

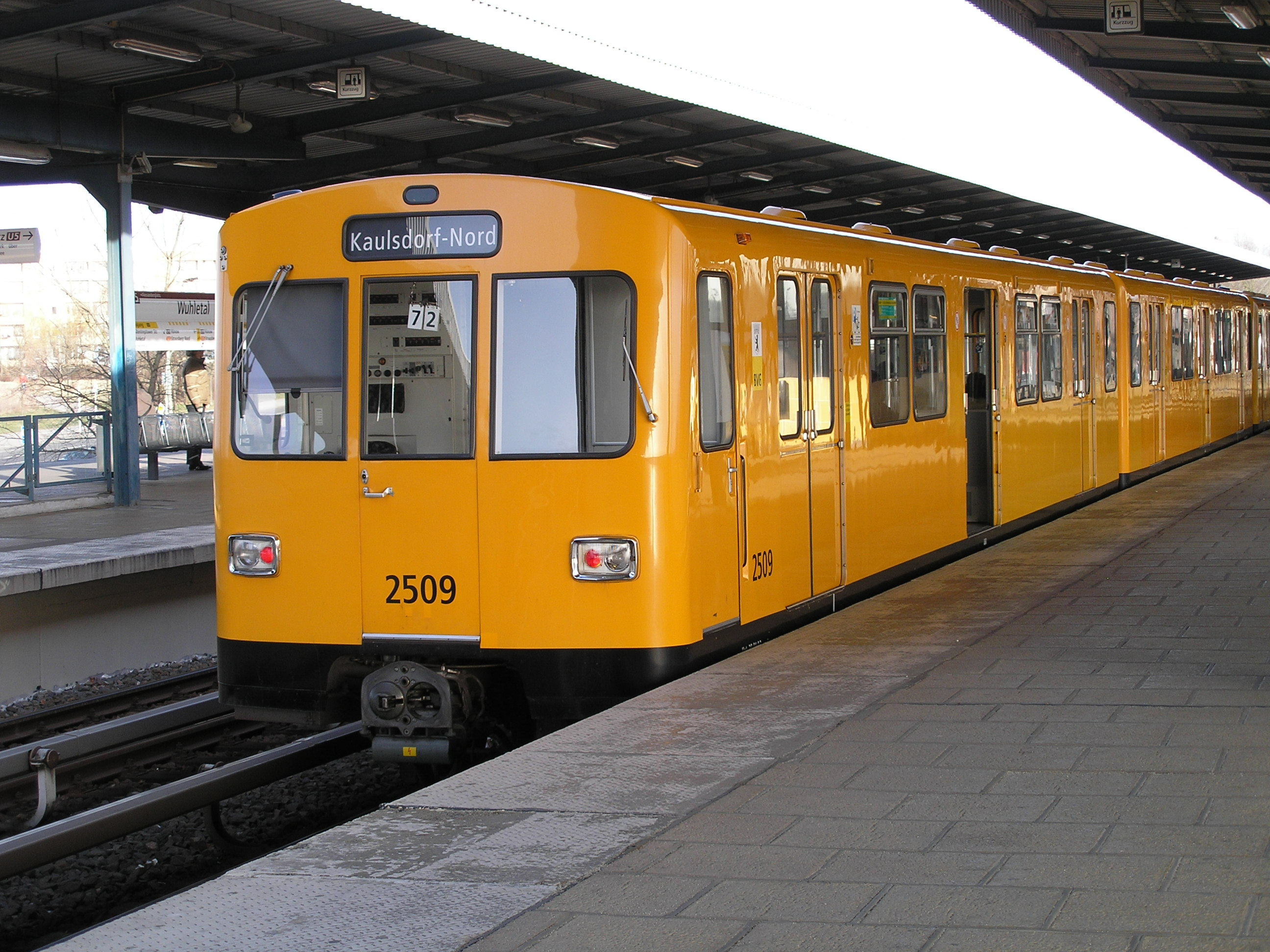
F-serien.

Storprofil i tunnelbanan hade premiär när Nordsüdbahn-sträckan öppnade 1923 från Wedding till Kreuzberg, Tempelhof och Neukölln. Till en början kördes vagnar ur småprofilnätet då den dåliga ekonomin omöjliggjorde vagnköp. I november 1923 kunde man beställa nya tåg, modellen BI. 1927-1928 följde ytterligare 50 vagnar. De sista av dessa vagnar kördes sommaren 1969. 1926 följde den nya modellen CI/CII/CIII. 1930 följde den fjärde C-modellserien, CIV, som var den första modellen med aluminium. Det var denna modell som senare kördes i Moskvas tunnelbana.
Efter andra världskriget följde den nya modellserien D som byggdes i stål och började levereras 1957. Den kördes fram till 1999 och används idag i Nordkorea. DL kom den lättare modellen DL med skillnaden att karossen var gjord i aluminium. Denna serie användes senare i Östberlin som i slutet av 1980-talet köpte vagnar av BVG.  I Västberlin presenterades den nya modellen F i oktober 1973 och gick i produktion 1974 hos Orenstein & Koppel. Ytterligare serier följde under 1970- och 1980-talet och denna modellen används idag tillsammans med H-serien. I Östberlin kördes från 1962 modellen EIII, som var ombyggda S-Bahntåg. Modellen användes på linje E (U5) fram till 1994 då den grund av sina höga driftskostnader togs ur trafik.
I mitten av 1990-talet beslöt BVG att börja använda en ny vagnstyp med målet att få en högre känsla av säkerhet för resenärerna. Man kom fram till en vagnstyp där man kan se och gå genom hela tågsättet. 1995 kom de första prototyperna av den nya modellen H. 1998-2000 tillverkades ytterligare serier av Adtranz, senare Bombardier Transportation. Idag används enbart modellerna F och H i storprofilnätet.

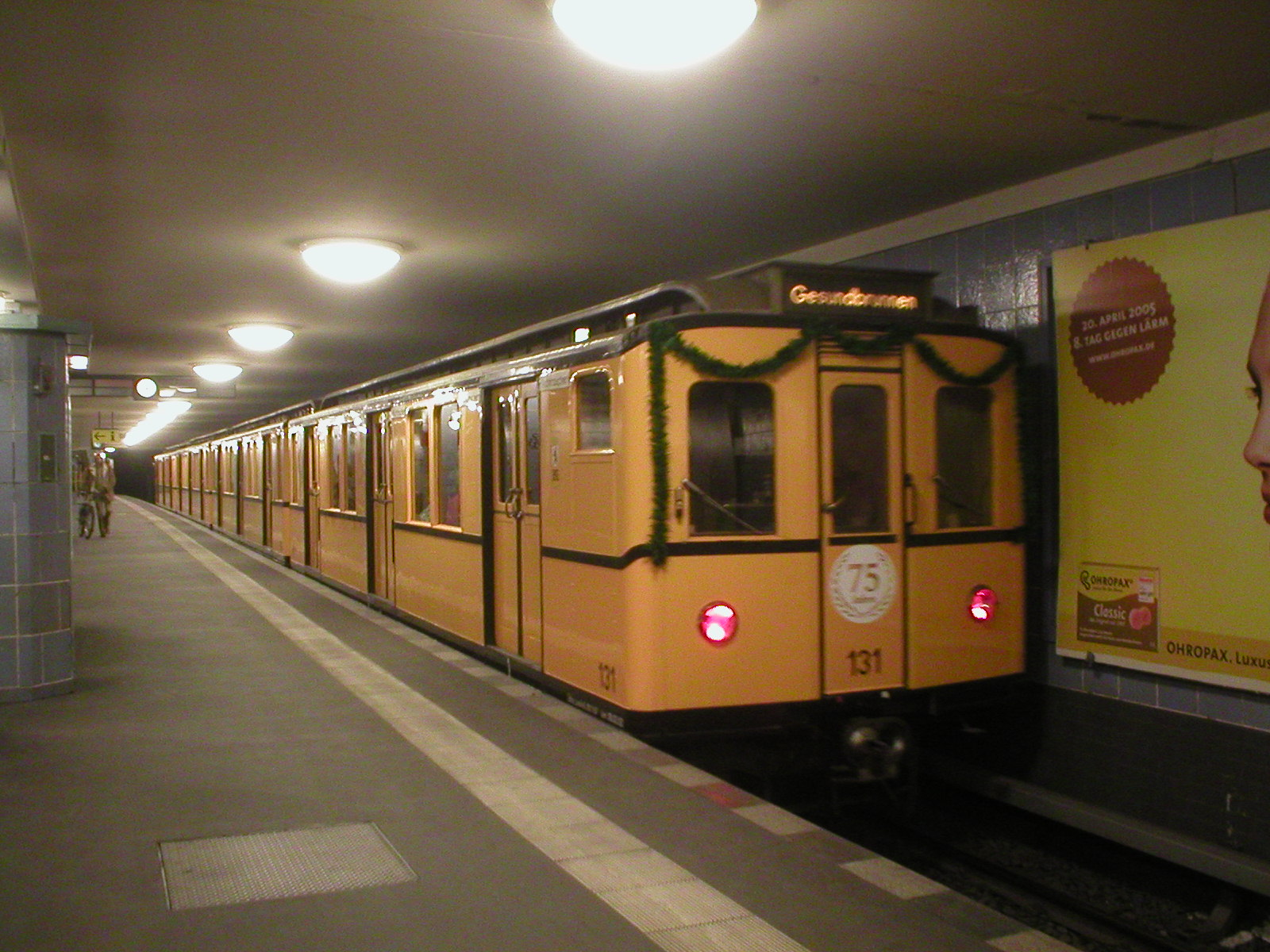
BII
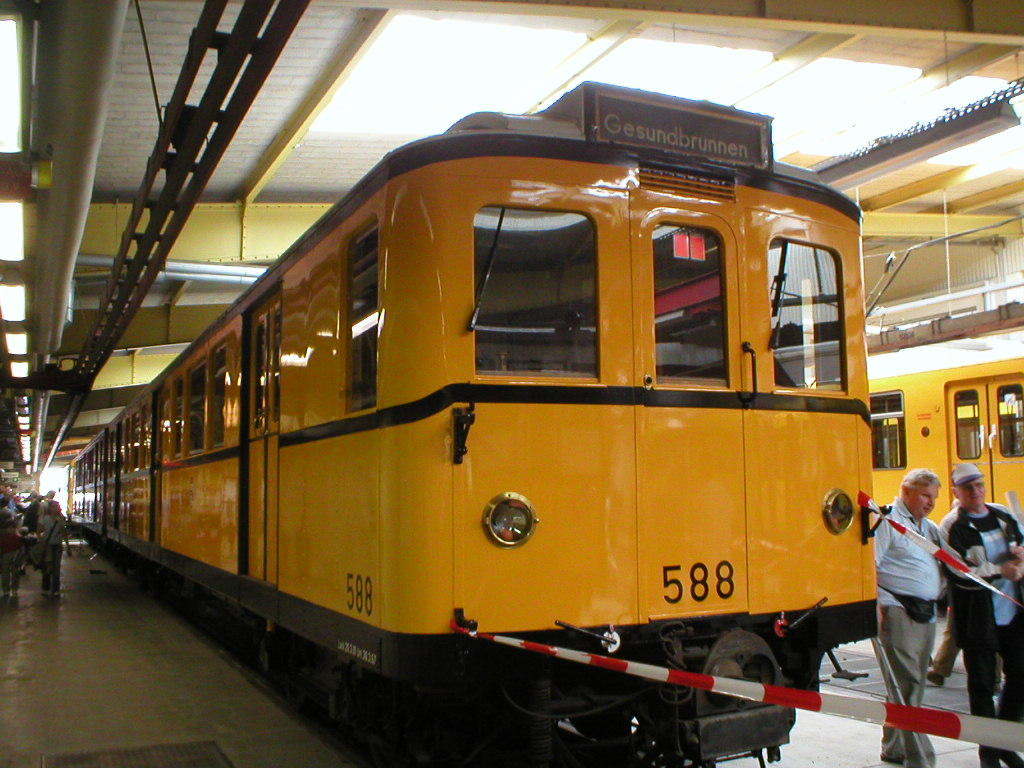
C
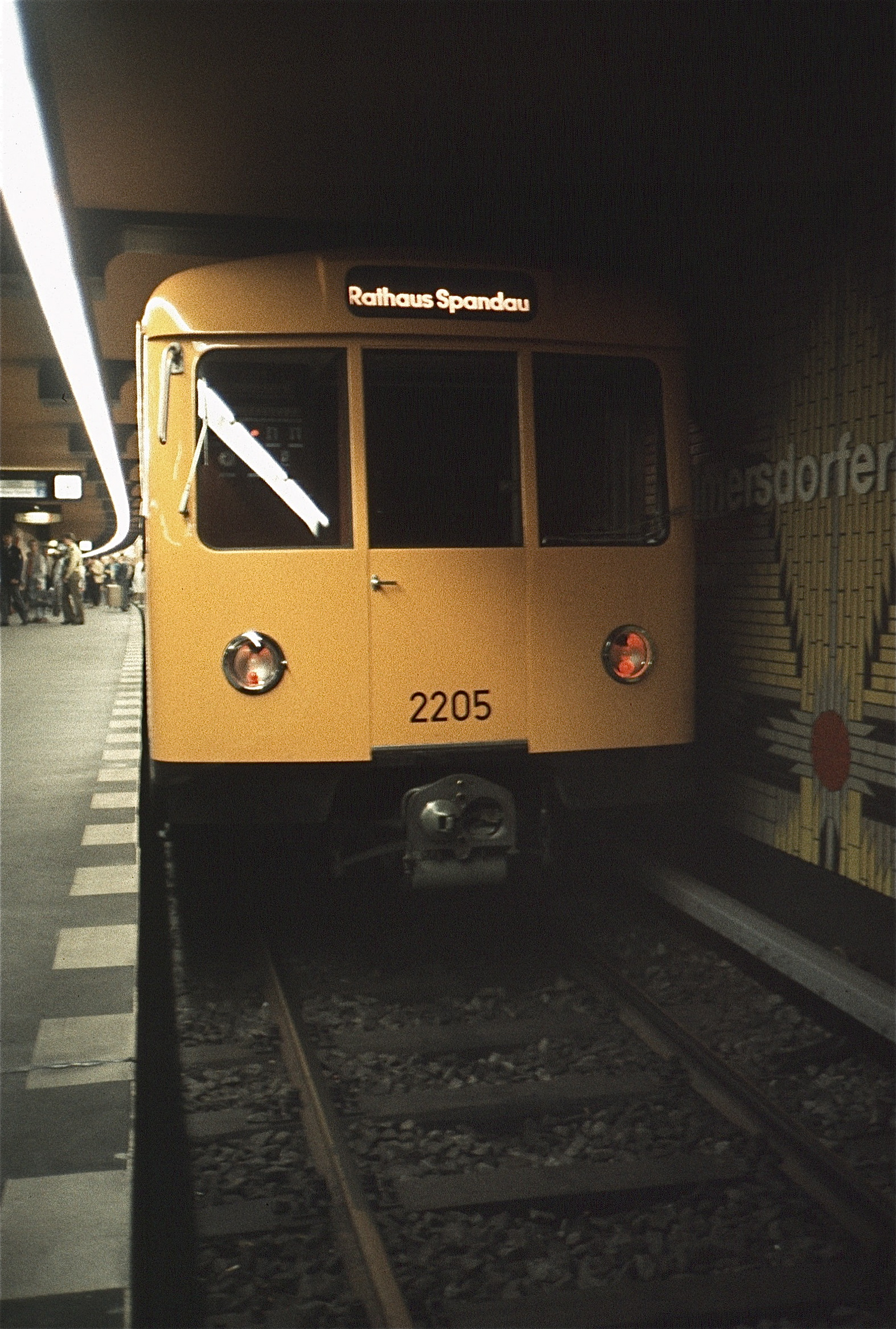
D
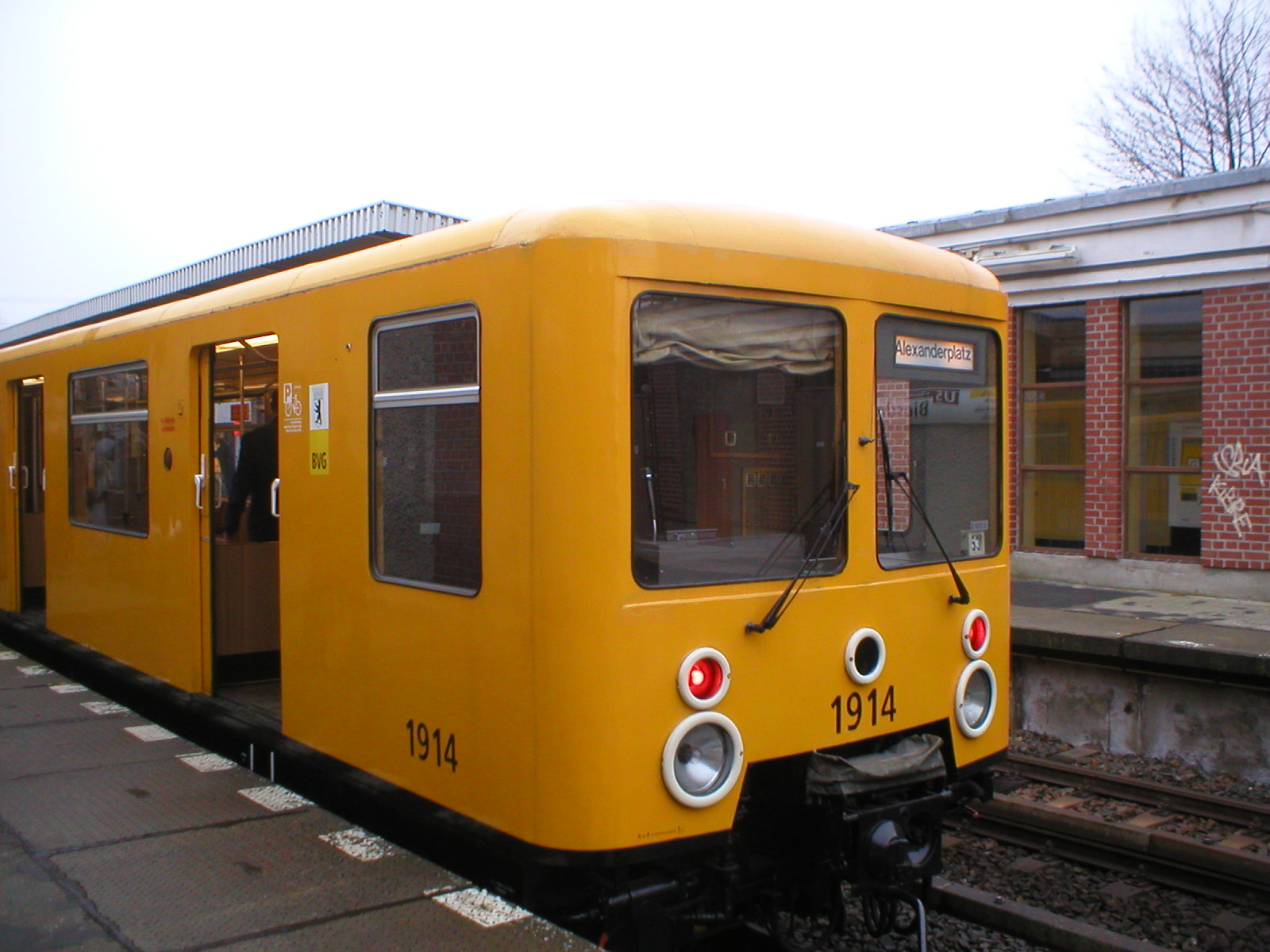
EIII
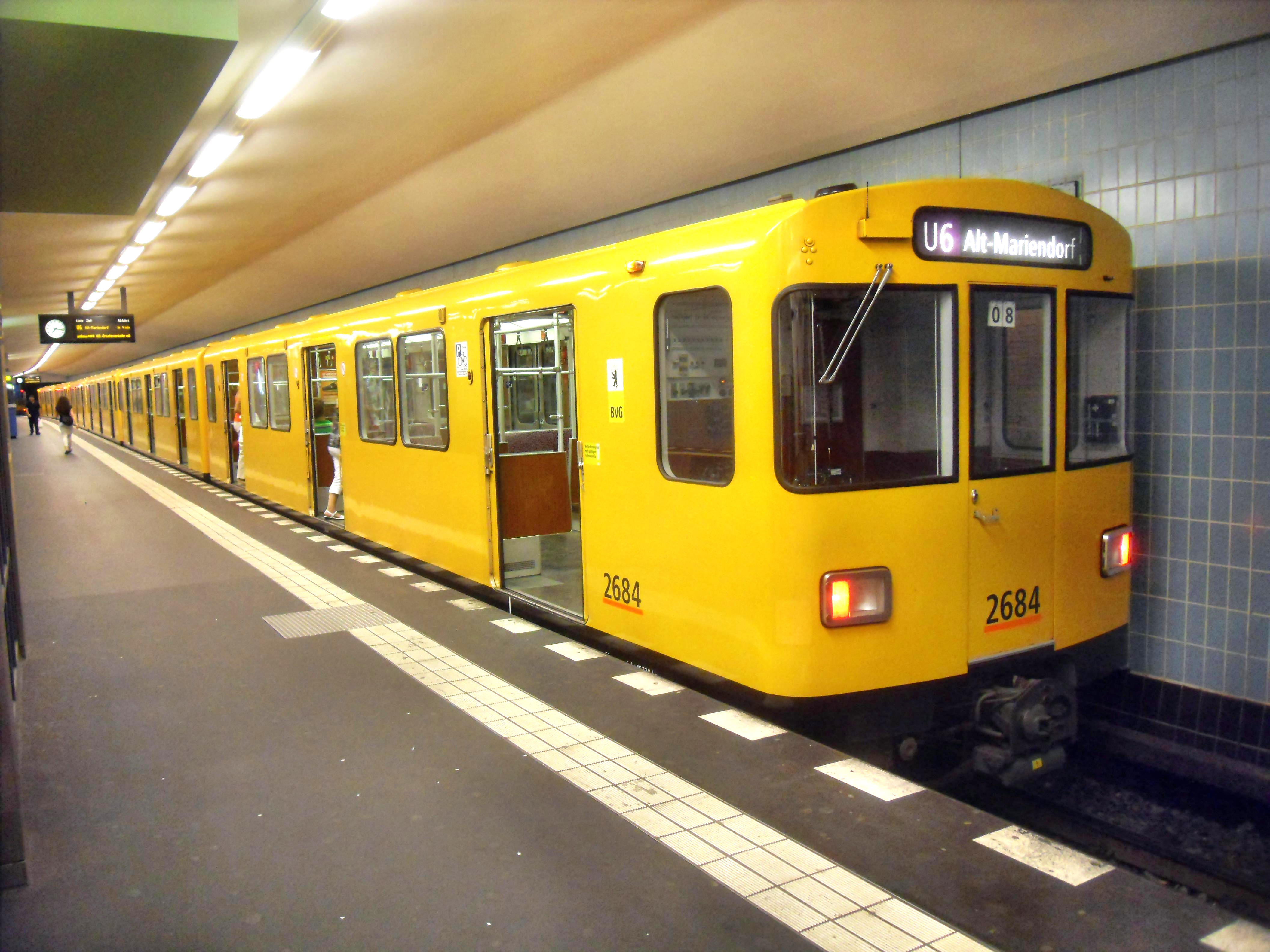
F
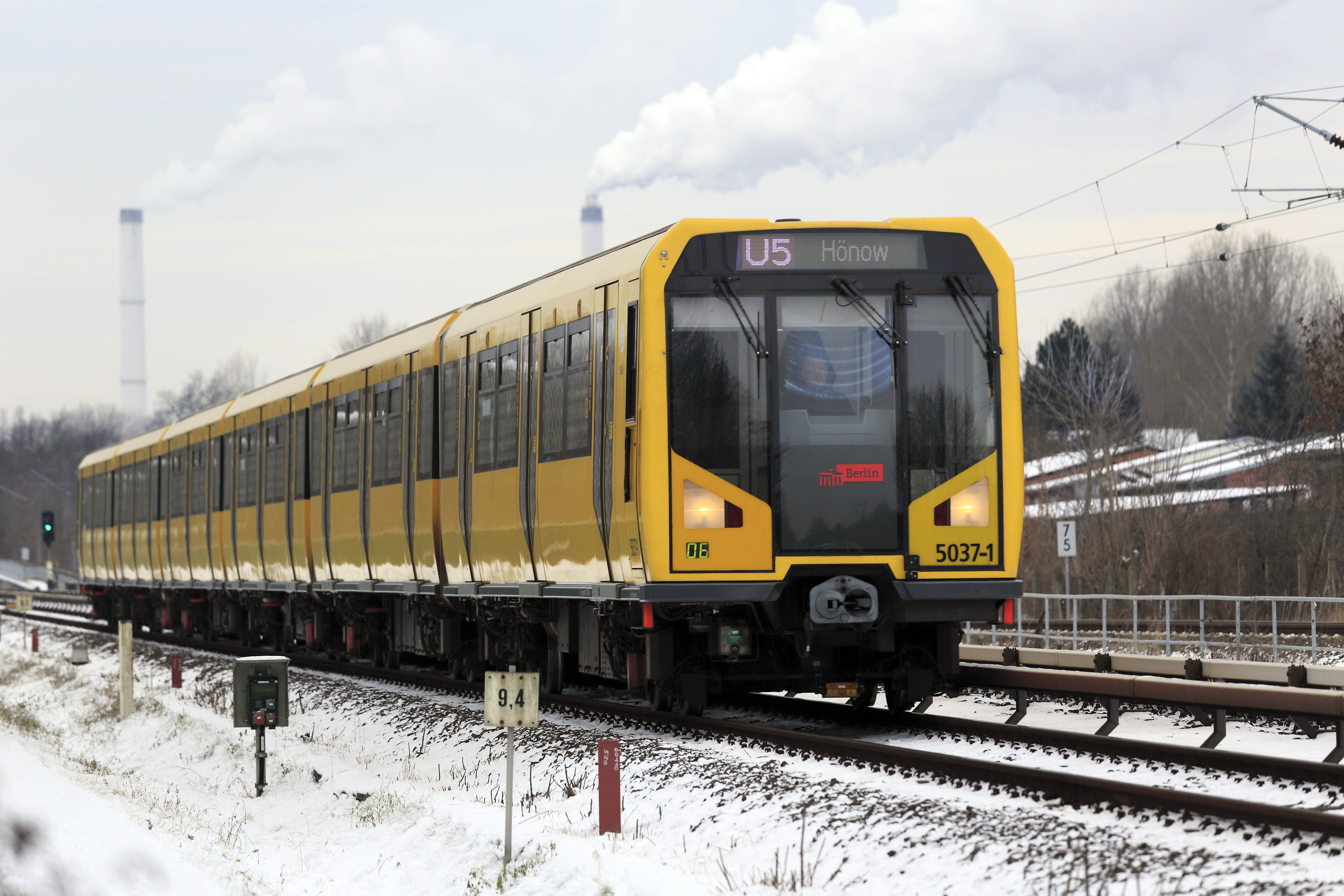
H

## Tunnelbanestationer

### Arkitektur

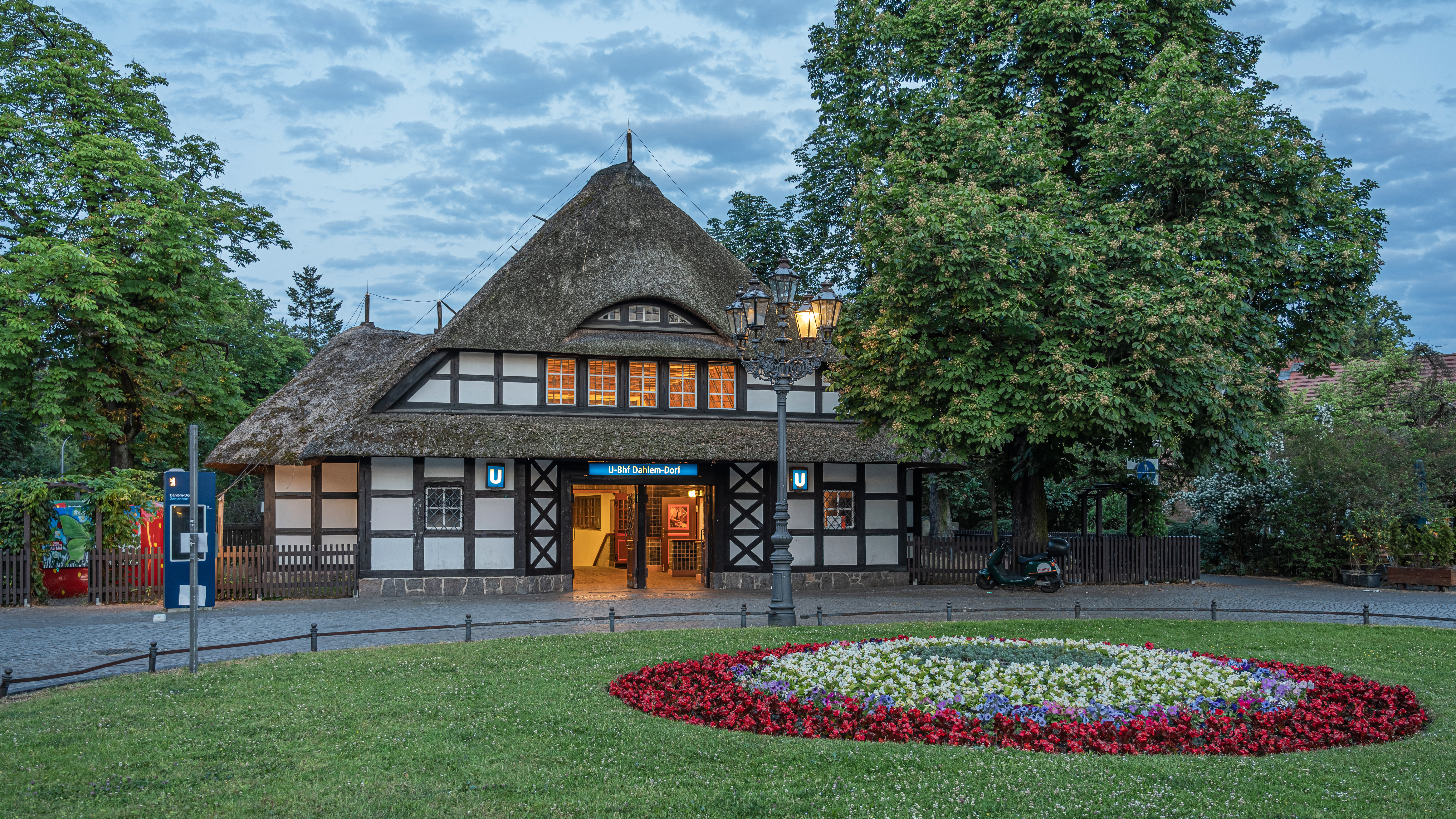
Tunnelbanestationen Dahlem-Dorf

Alfred Grenander engagerades 1902 som formgivare av tunnelbanan i Berlin. Fram till 1931 skapade Grenander cirka ett 70-tal tunnelbanestationer i jugendstil och i klassisk modern. De finns fortfarande kvar i mer eller mindre originalskick. Grenander utvecklade konceptet med igenkänningsfärger, där varje station genom en färg tydligt skiljer sig från de föregående stationerna. Färgerna kom att användas på perrongerna med dess pelare och skyltar. Denna princip hittar man delvis fortfarande på linjerna U2, U5, U6 och U8. Andra arkitekter som satte prägel på tunnelbanan under de tidigare åren var Paul Wittig och Bruno Möhring. Wittig skapade trapphus och pelare längs med högbanan. Möhrings bidrag var stationen på Bülowstrasse i jugendstil.
Förutom Grenander har ytterligare två arkitekter senare kommit att sätta sin prägel på ett antal stationer och linjer: Bruno Grimmek och Rainer G. Rümmler. Grenanders arbeten kom att influera Bruno Grimmek då denne ritade tunnelbanestationer efter andra världskriget. Grimmek skapade bland annat de nya stationerna ut mot Tegel på linje U6. Rümmler kom att formge nästan alla nya tunnelbanestationer från 1960-talet och fram till 1990-talet. Hans sista tunnelbanestation blev Hermannstrasse, vilken invigdes 1996. Till skillnad från sina föregångare, som eftersträvande en enhetlig tunnelbaneutformning, utmärks Rümmlers verk av stationer som skiljer sig från varandra och som har en stor detaljrikedom.
Av de 175 tunnel- och högbanestationerna finns det några som genom sin utformning står ut. Hermannplatz är ett exempel med sina sju meter i höjd, längd på 132 meter och bredd på 22 meter. Den är också känd så den kom att få en direktanslutning till varuhuset Karstadt och var den första stationen som utrustades med rulltrappa. Alexanderplatz är ett annat exempel med sina tre stationer. Den ursprungliga stationen kompletterades under 1920-talet med ytterligare två stationer. Alfred Grenander skapade denna del. Nollendorfplatz är den station med flest linjer: fyra linjer möts här: U1, U2, U3 och U4.  Dahlem-Dorfs stationsbyggnad är utformad som ett nordtyskt korsvirkeshus.

### Entréer
Under åren har det utformats olika skyltar och nedgångar för att markera tunnelbaneentréerna. Många av de äldsta stationerna entréer förstördes under andra världskriget och ersattes av enklare uppgångar. I och med att stationerna traditionellt ofta byggts längs med redan existerande gator är det ovanligt med entréer till tunnelbanan i omkringliggande byggnader. Undantag är bland annat Leopoldplatz.

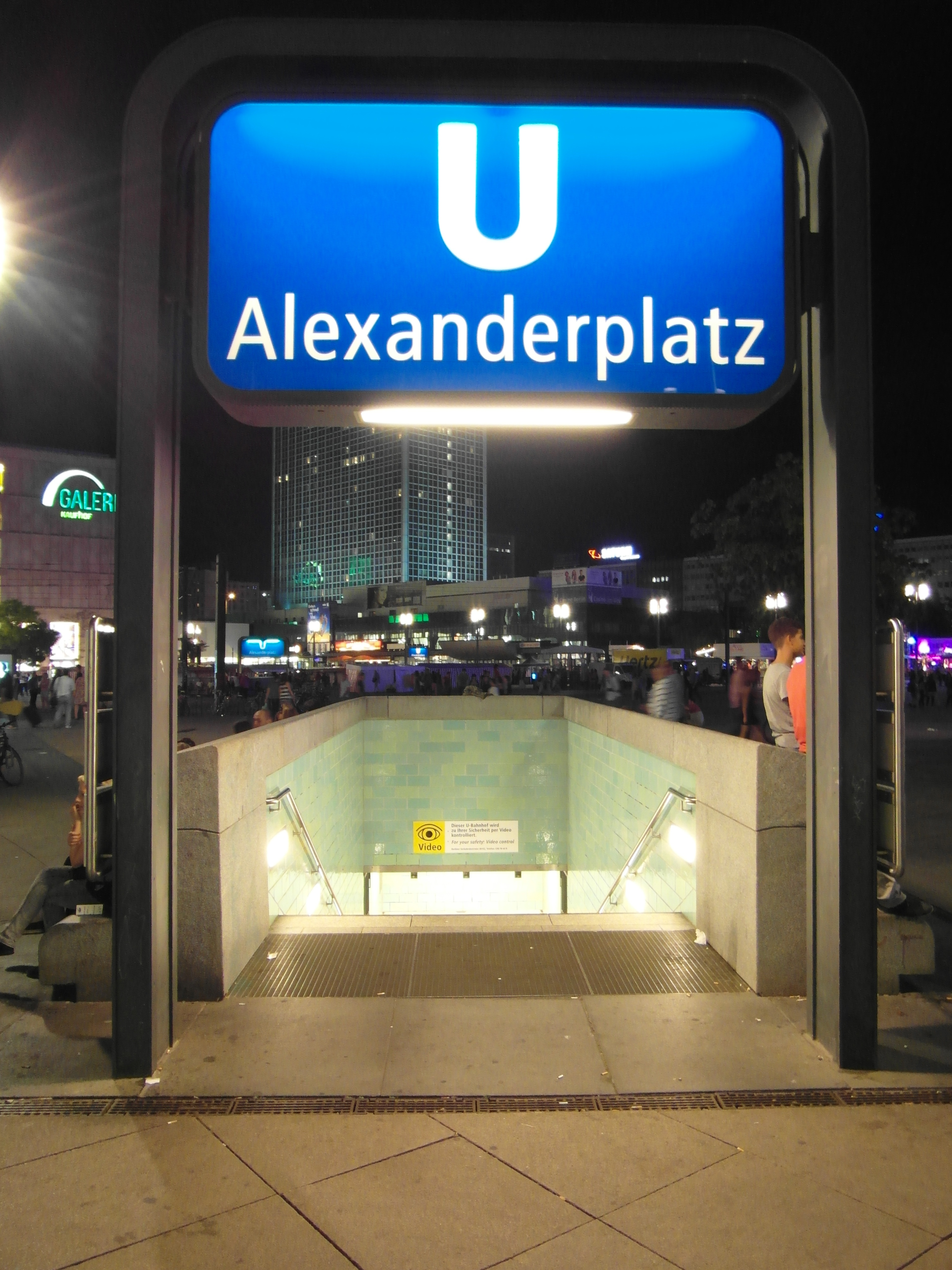
Alexanderplatz
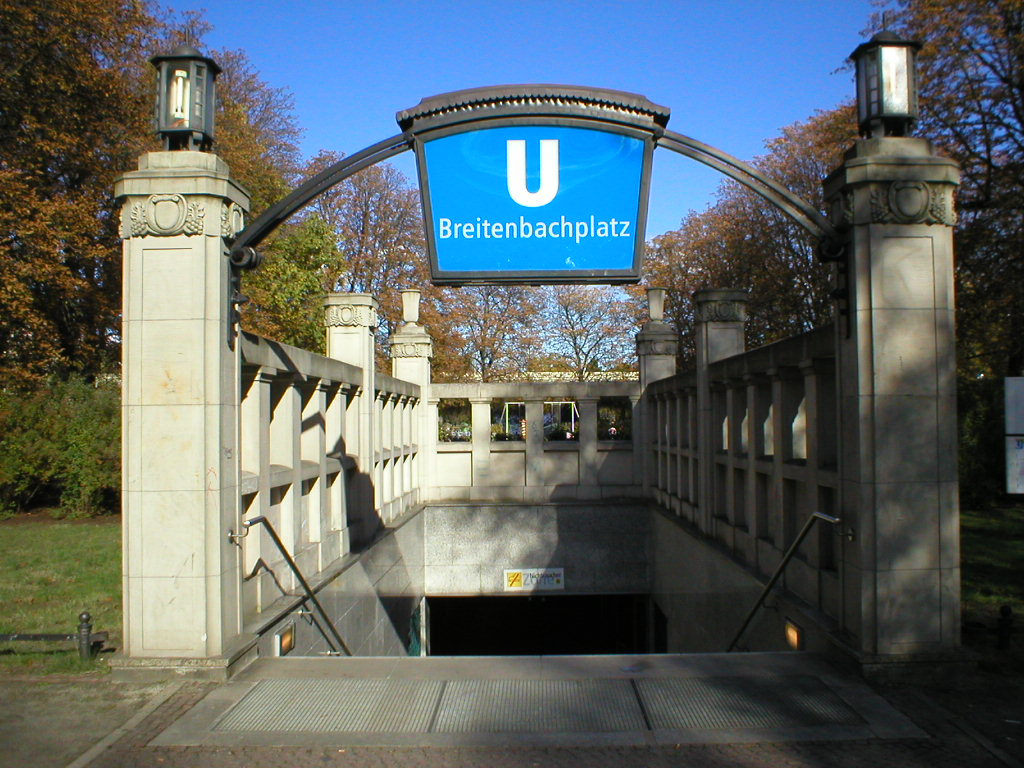
Breitenbachplatz
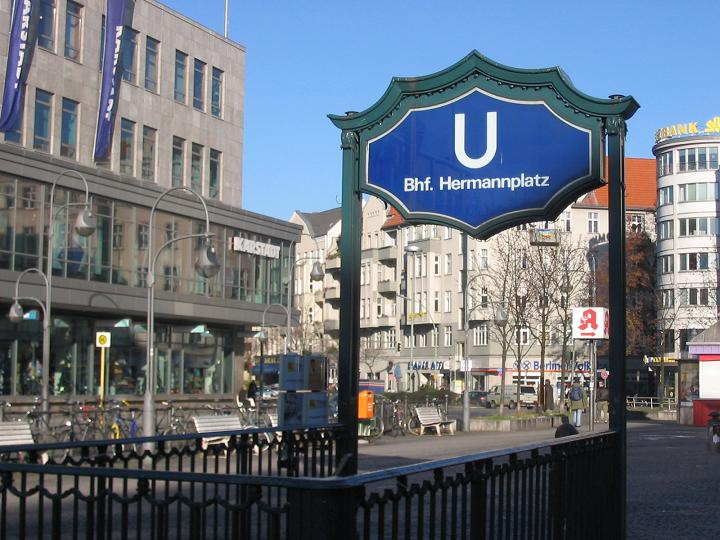
Hermannplatz
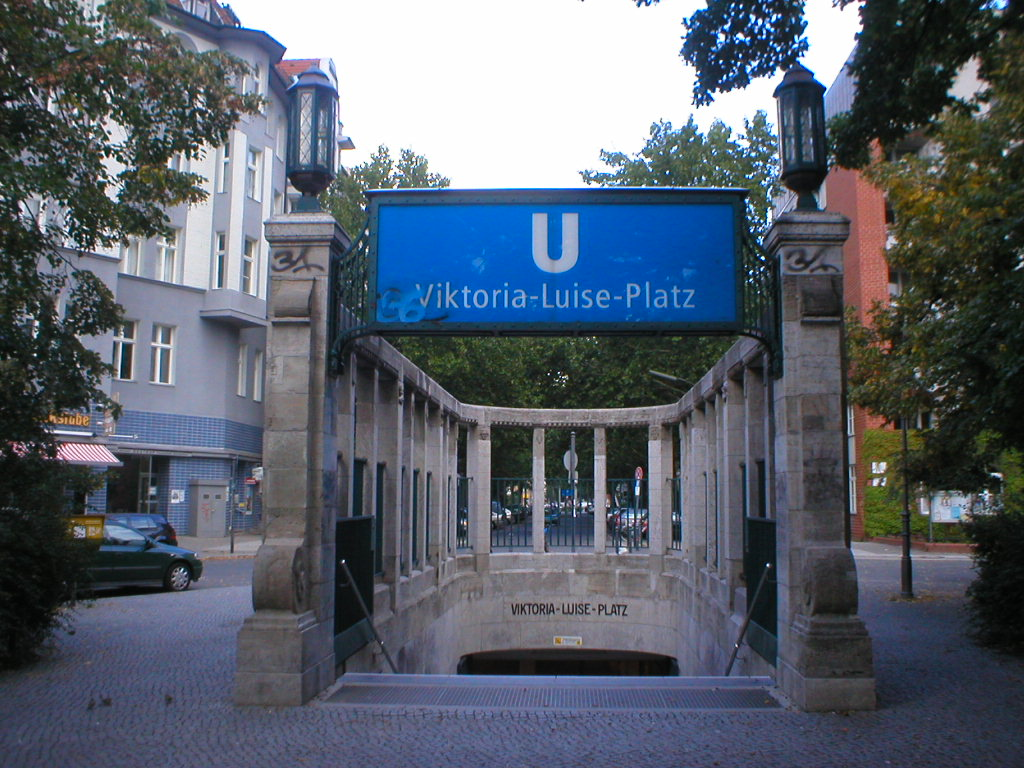
Viktoria-Luise-Platz
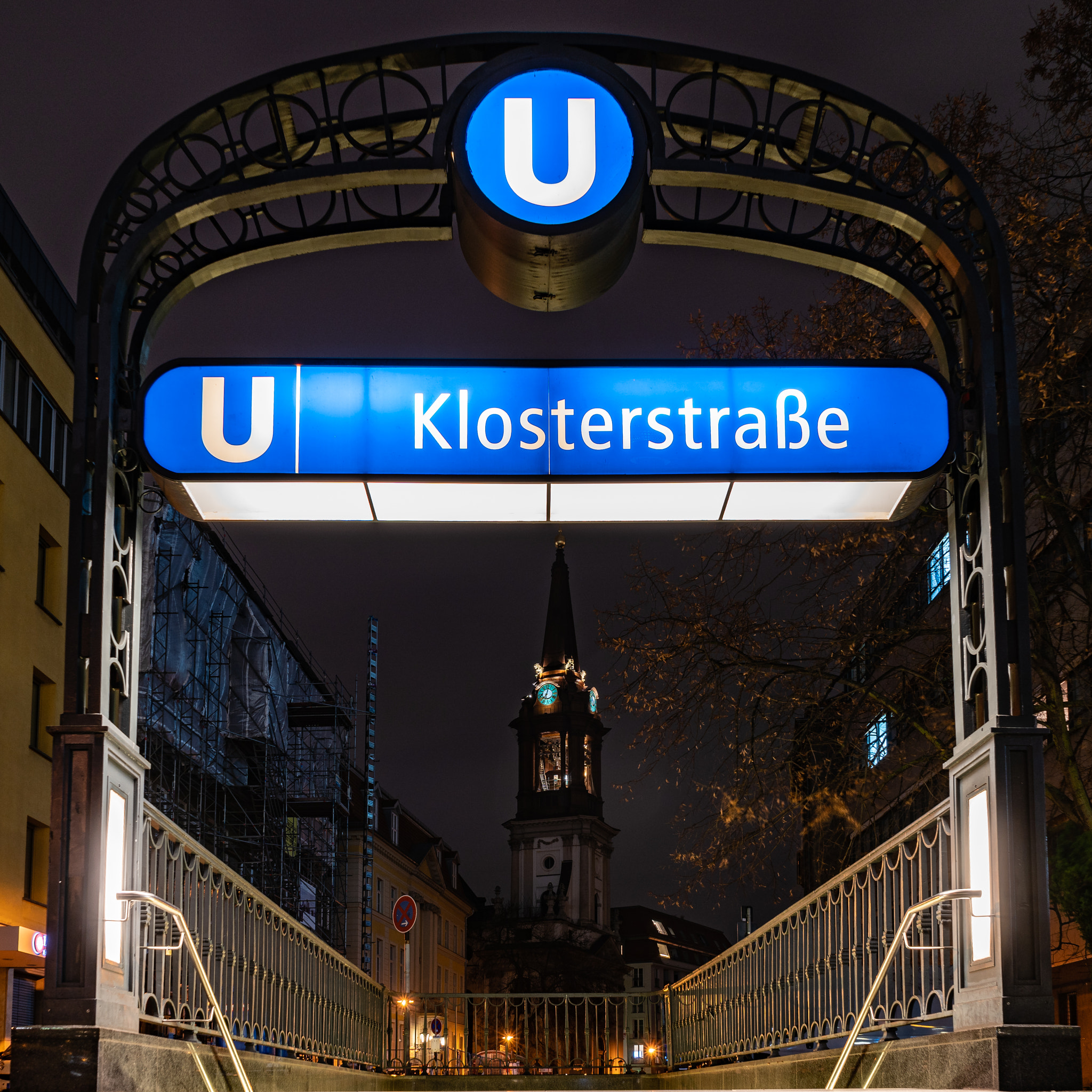
Klosterstrasse

### Oanvända stationer och tunnlar

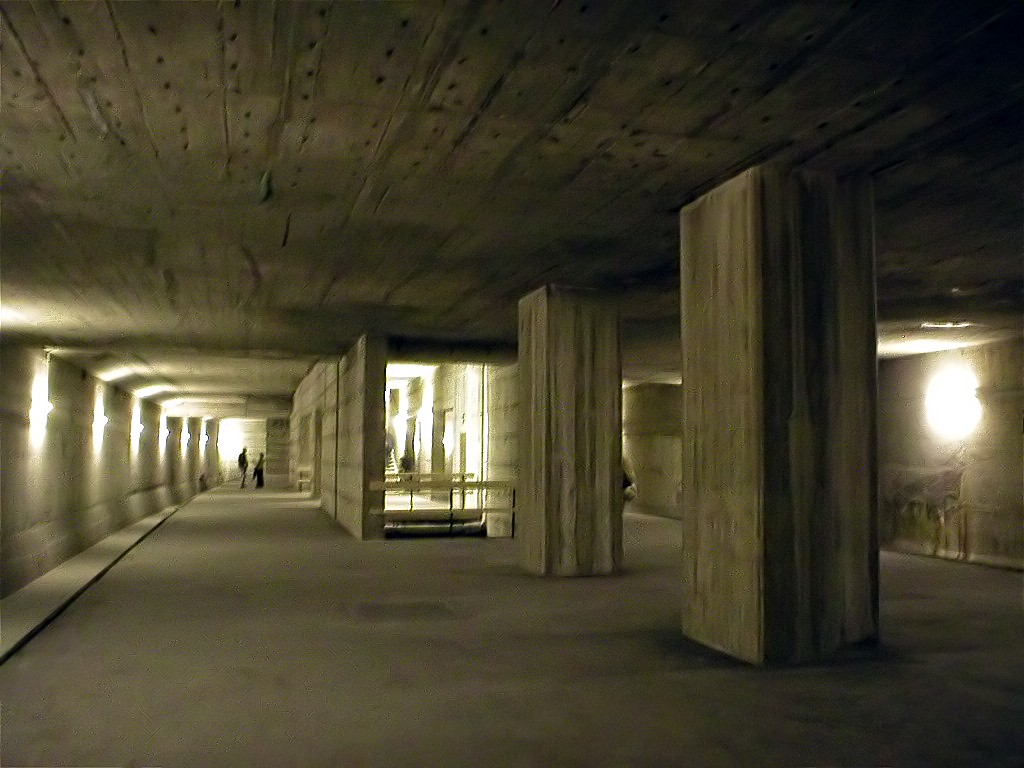
Den oanvända delen av stationen Innsbrucker Platz i den tilltänkta tunnelbanelinjen U10.

Det finns flera påbörjade tunnelbanesträckningar och även stationer som inte färdigställts. På Potsdamer Platz finns en inte färdigställd station för en linje mellan Charlottenburg och Weissensee. Stationen Oranienplatz vid Dresdener Strasse kom aldrig att tas i bruk då man i ett sent skede valde att bygga en ny station vid Moritzplatz med anslutning till varuhuset Wertheim. Den största för reguljär trafik oanvända delen av nätet är den del som skulle bli linje 10: här finns förbyggnationer eller färdiga stationer klara vid stationerna Rathaus Steglitz, Schlossstraße, Walther-Schreiber-Platz, Innsbrucker Platz och Kleistpark. Ett annat exempel ligger i anslutning till Messe Berlin och ICC Berlin: här skulle en tunnelbanestation byggas som en del i en förlängd linje U1 (från Uhlandstrasse) men detta realiserades aldrig. Däremot byggdes en underjordisk gångpassage som än idag finns kvar.

## Utbyggnadsplaner

### Linje U10
Enligt den gamla "200 km-planen" så skulle Berlin få en helt ny linje, linje U10. Man började bygga under tidigt 1970-tal och redan 1974 stod tunnlar och stationer för den kommande linjen nästan färdiga. Det byggdes perronger på följande stationer: Walther-Schreiber-Platz, Schloßstraße och Rathaus Steglitz. En tunnel under Potsdamer Platz byggdes på 2000-talet och en tunnel mellan Berlins rådhus och Alexanderplatz var klar sedan 1913. Idag vet man inte när eller om det återigen kommer att bli aktuellt att fullfölja dessa planer.

### Möjlig utbyggnad
Vid Adenauerplatz har man redan byggt ett utrymme och tunnel för en framtida förlängning av linje U1. Linje U1 är tänkt att gå från Adenauerplatz under Kurfürstendamm till nuvarande station Uhlandstrasse. I öst planerar man att flytta dagens slutstation vid Warschauer Strasse till ett läge ovanför S-bahnstationen och senare dra linjen vidare till Frankfurter Tor. Linje U2 är planerad att fortsätta från Ruhleben till Rathaus Spandau samt från Pankow och norrut. U3 är planerad att fortsätta en station till S-bahnstation Mexikoplatz. U5 är planerad att fortsätta till Turmstrasse i väster. U7 är planerad till Berlin Brandenburgs flygplats. U8 är planerad att fortsätta norrut mot Märkisches Viertel.
| Linje | Framtida möjliga sträckor                                                  |
| ----- | -------------------------------------------------------------------------- |
|       | Adenauerplatz - Wielandstrasse - < Uhlandstrasse                           |
|       | Warschauer Straße (nytt läge ovanför S-bahnstationen) > - Frankfurter Tor  |
|       | Rathaus Spandau - Schulenburgstrasse - < Ruhleben                          |
|       | Pankow > - Ossietzkyplatz - Rosenthaler Weg                                |
|       | Mexikoplatz - < Krumme Lanke                                               |
|       | Turmstrasse - Fritz-Schloss-Park - < Berlin Hauptbahnhof                   |
|       | Rudow > - Liselotte-Berger-Platz - Schönefeld - Berlin Brandenburg Airport |
|       | Wittenau > - Märkisches Viertel                                            |
|       | Se: Linje U10                                                              |

## Tunnelbanans infrastruktur

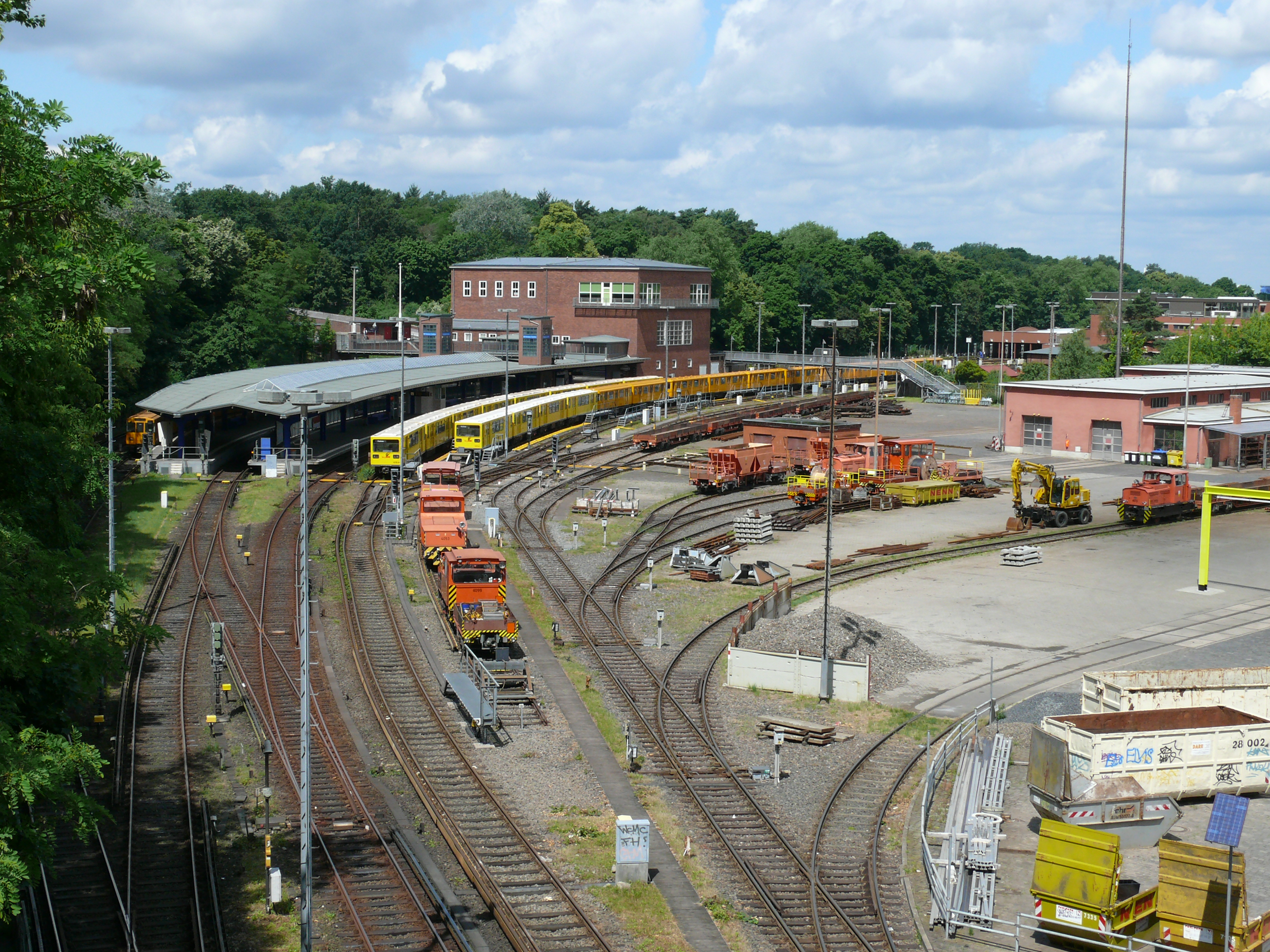
Småprofilverkstaden i Grunewald.

BVG har verkstäder för småprofilnätet och storprofilnätet som delas in i huvudverkstäder och driftverkstäder. Huvudverkstäderna kan till skillnad från driftverkstäderna genomföra alla typer av reparationer och vagnarna kan lyftas av från spåren. Småprofilverkstaden ligger i Grunewald i anslutning till stationen Olympia-Stadion och öppnade 1913. 1923 öppnades verkstaden på Seestrasse för det nya storprofilnätet. Båda verkstäderna förstördes under andra världskriget men återuppbyggdes. Verkstaden i anslutning till stationen Seestrasse är sedan 2007 både för småprofil och storprofil och underhållet flyttades delvis till driftverkstäderna i Britz-Süd (U7) och Friedrichsfelde (U5).
När linje E byggdes följde en ny verkstad i Friedrichsfelde 1927–1930. Efter andra världskriget byggdes storprofilnätet ut kraftigt i Västberlin och 1969–1971 följde en ny verkstad i Rudow som sedan byggdes ut och är den modernaste verkstadsanläggningen.
Den första verkstaden fanns på den dåvarande slutstationen Warschauer Brücke och öppnade 1901. Tidigare verkstäder har funnits i Krumme Lanke, Schöneberg, Thielplatz och Rosa-Luxemburg-Platz.

### Fotnoter
1. ↑  BVG-Zahlenspiegel-2021
2. 1 2 3 4 5 6  Berliner U-Bahn-Chronik
3. ↑  Knie heter idag Ernst-Reuter-Platz
4. ↑  Berliner U-Bahn-Chronik, s. 43
5. ↑  Bohle-Heintzenberg
6. ↑  Berliner U-Bahn-Chronik, s. 32ff
7. 1 2 3 4 5 6  Berliner U-Bahn, Ulrich Lemke, Uwe Poppel, Alba Publikation, Düsseldorf 1992
8. ↑  idag stationen Schönhauser Allee
9. ↑  Brachmann
10. ↑  50 Jahre Berliner U-Bahn
11. 1 2 3 4 5 6 7 8 9 10  Berliner U-Bahn - In Fahrt seit über hundert Jahren
12. ↑  200-Kilometer-Plan Arkiverad 23 februari 2015 hämtat från the Wayback Machine.
13. ↑  BVG Berlin inaugurates U5 metro extension in city centre
14. ↑  Berliner U-Bahn-Chronik, s. 14ff, s. 19
15. ↑  ”Arkiverade kopian”. Arkiverad från originalet den 4 september 2013. https://web.archive.org/web/20130904211554/http://www.berliner-untergrundbahn.de/cu-70.htm. Läst 5 april 2013.
16. ↑  So sehen die neuen U-Bahnzüge der BVG aus
17. ↑  ”Arkiverade kopian”. Arkiverad från originalet den 4 september 2013. https://web.archive.org/web/20130904211558/http://www.berliner-untergrundbahn.de/cu-90.htm. Läst 5 april 2013.
18. 1 2 3  http://de.wikipedia.org/wiki/Berliner_U-Bahn
19. ↑  Berlin under och över jorden: Alfred Grenander, tunnelbanan och metropolens kultur, Carlssons förlag, 2007